# Jaguar XJ220
A Jaguar XJ220 egy kétüléses sportautó, amelyet a brit luxusautó-gyártó Jaguar gyártott 1992 és 1994 között, a Tom Walkinshaw Racing autó- és versenymérnöki céggel együttműködve. Az XJ220 végsebessége 212,3 mph (341,7 km/h) a Jaguar által az olaszországi Nardo tesztpályán végzett tesztek alapján. Ezzel 1992 és 1993 között a leggyorsabb szériaautó volt.
A Jaguar szerint az XJ220 prototípusa 1991-ben 7:46,36-os Nürburgringi köridőt ért el, ami gyorsabb volt, mint azelőtt bármelyik szériaautó körideje.
Az XJ220 egy V12-es motorral hajtott, négy kerék-meghajtású koncepcióautóból született, amelyet a Jaguar alkalmazottainak egy szabadidejükben dolgozó informális csoportja tervezett. A csoport az 1950-es és 1960-as évek sikeres Jaguar 24 órás Le Mans-i versenyautóinak modern változatát szerette volna létrehozni, amely részt vehet az FIA B csoportos versenyein. Az XJ220 a Jaguar akkori versenyautó-családja számára végzett mérnöki munkát használta fel.
Az eredeti XJ220 koncepcióautót az 1988-as Brit Nemzetközi Autókiállításon mutatták be a nagyközönségnek, amelyet az angliai Birminghamben rendeztek meg. A pozitív fogadtatás arra késztette a Jaguart, hogy az autót gyártásba vegye. Körülbelül 1500 darab, egyenként 50 000 font értékű foglalót vettek fel, és a szállítást 1992-re tervezték.
A műszaki és káros anyag-kibocsátási követelmények jelentős változásokat eredményeztek az XJ220 specifikációjában, különösen a Jaguar V12-es motorjának turbófeltöltős V6-os motorral való felváltását. A specifikációban bekövetkezett változások és a nagy teljesítményű autók iránti keresletnek az 1990-es évek eleji recesszió okozta összeomlása miatt sok vásárló úgy döntött, hogy nem él a vásárlási lehetőséggel. A gyártás befejezéséig összesen mindössze 275 darabot gyártottak, amelyek kiskereskedelmi ára 1992-ben 470 000 font volt, ami az akkori egyik legdrágább autóvá tette.

## Koncepció
A versenycsapat tulajdonosa, Tom Walkinshaw megkereste a Jaguar vezetőit, és arra ösztönözte a vállalatot, hogy nevezzék be az XJS-t az 1981-es túraautó Európa-bajnokságra. A partnerségnek 1983-ban sikerült megnyerniük a versenyt. 1983-tól a Jaguar gyári támogatást kezdett nyújtani a Group 44 Racing versenycsapatnak, amely a Jaguar-motoros XJR-5-öt használta az IMSA GT-bajnokságban, 1983-tól V12-es motorokat szállítva, és 1984-ben egy Le Mans-i nevezést támogatva. Tom Walkinshaw és a Jaguar beleegyezett, hogy részt vesz az FIA C csoportos sportautó-világbajnokságban, és kifejlesztette az XJR-6-ot, amelyet ugyanaz a Jaguar V12-es motor hajtott, mint amit a Group 44 Racing használt. Az autót az 1985-ös szezonban mutatták be.
A TWR 1988-ban vette át az IMSA GT-bajnokság üzemeltetését, és egy modellt - XJR-9 - indítottak mindkét sorozatban való részvételre. Az XJR-9, amely megtartotta a Jaguar V12-es motorját, megnyerte az 1988-as Le Mans-i 24 órás versenyt és a sportautó-világbajnokságot ugyanabban az évben. A Jaguar V12-es motorjának rossz üzemanyag-fogyasztása, valamint a versenyek alatti tankolást korlátozó új szabályok miatt a V12-es motort le kellett cserélni az XJR-9 utódaiban, az XJR-10-ben és az XJR-11-ben. A normál légáramú Austin Rover V64V motor, amelyet az MG Metro 6R4 számára terveztek, nemrég vált feleslegessé az 1987-es B csoportos rali betiltása miatt, és a tervezési jogokat eladásra kínálták. A TWR megvizsgálta a kis lökettér fogatú, turbófeltöltős motor kompakt, könnyű és üzemanyag-takarékos jellegét, mivel ideális alapnak tartotta egy új motorhoz az XJR-10 meghajtásához, és megvásárolta a tervezési jogokat az Austin Rover Grouptól.
A Jaguar és mérnöki igazgatója, Jim Randle úgy érezte, hogy ezek a versenyautók túlságosan távol állnak a nagyközönség számára elérhető terméktől, különösen a szabályváltozások miatt, amelyek a Jaguar V12-es motorjának lecserélését írták elő a készülő XJR-10 és XJR-11 versenyautókban. Ezért egy olyan projektet kezdeményeztek, amelynek célja egy olyan autó megtervezése és megépítése volt, amely képes volt "házon belül" megnyerni Le Mans-t, ahogyan azt a Jaguar C-Type és a Jaguar D-Type tette. 1987 karácsonyán Randle elvégezte a projekt előkészítését, amikor elkészítette egy potenciális B csoportos versenyautó 1:4 méretarányú kartonmodelljét. A kartonból készült modellt bevitték a Jaguar stúdiójába, és két makettet készítettek belőle. Az egyik állítólag a Porsche 956-osra emlékeztetett, a másik pedig az akkoriban futó XJ41 projekt és Malcolm Sayer munkájának elemeit vette át a még mindig születő XJ13-as versenyautón. A második, Keith Helfet által készített tervre esett a választás, mivel az "sokkal egyértelműbben Jaguar-szerű volt".
A projektnek még mindig nem volt hivatalos támogatása, így Randle-nek nem maradt más választása, mint hogy önkéntesekből álló csapatot állítson össze, akik esténként és hétvégénként a saját szabadidejükben dolgoztak. A csapat "The Saturday Club" néven vált ismertté, és tizenkét önkéntesből állt. Ahhoz, hogy a projekt által felemésztett erőforrások indokoltak legyenek, az XJ220-nak érdemi adatokat kellett szolgáltatnia a mérnököknek a kezelhetőségről, az aerodinamikáról - különösen nagy sebességnél - és az alumíniumszerkezetekről. Ezek a követelmények, valamint az FIA versenyszabályzata és az autók tervezését és biztonságát szabályozó különböző kormányzati előírások befolyásolták az autó általános tervezési és mérnöki irányát.

## Koncepció változat
Az FIA B csoportos szabályzata a koncepciót egy középmotoros, összkerékhajtású elrendezés felé terelte, amelynek erőforrása egy Jaguar V12-es motor volt. A koncepcióautót a Jaguar számára nagyon kis költséggel tervezték és építették meg, mivel Randle szívességeket kért az alkatrész-beszállítóktól és mérnöki cégektől, akikkel a Jaguarral korábban már együtt dolgozott. Cserébe nyilvános elismerést ajánlott fel a segítségükért, és a Jaguar jövőbeli szerződéseinek lehetőségével kecsegtetett. Az XJ220 nevet az XK120 elnevezés folytatásaként választották, amely a modell óránként mérföldben kifejezett végsebességére utalt. A koncepcióautó megcélzott végsebessége 220 mph (350 km/h) volt, így a név XJ220 lett. Az XK120, akárcsak az XJ220, egy alumínium karosszériás sportautó volt, és bemutatásakor a világ leggyorsabb szériaautója volt.

### Motor és sebességváltó
A Jaguar motortervezője, Walter Hassan korábban már kifejlesztette a V12-es motor 48 szelepes változatát, kifejezetten motorsport felhasználásra. Ez a motor kettős, hengerenként négy szeleppel rendelkező, felülről felhajtott vezérműtengelyes elrendezéssel rendelkezett, szemben a sorozatgyártású motor egy felülről felhajtott vezérműtengelyes és hengerenként két szelepes elrendezésével, amelyet akkoriban az XJ és XJS modellekben használtak. A TWR számos ilyen V12-es versenymotort gyártott az 1980-as években, és versenyszerűen versenyeztek is velük, a Le Mans-győztes XJR-9-ben pedig ennek a motornak egy 7 literes változata szerepelt. Öt ilyen motor még mindig létezik, és mindegyikük száraz dugattyús kenéssel volt felszerelve. Az öt motor közül egyet választottak ki, amelyet különösen hasznosnak tartottak, mivel a száraz olajteknő csökkentette a jármű tömeg középpontját. A V12-es hengerűrtartalmát 6,2 literben (6 222 köbcentiméter) határozták meg az XJ220-as számára. Az XJ220 koncepcióba épített motor titánból készült hajtórudakkal rendelkezett.
A Jaguarnak akkoriban kevés tapasztalata volt a négy kerék-meghajtású rendszerek terén, mivel korábban csak hátsókerék-hajtású autókat gyártott. Randle megkereste Tony Rolt cégét, az FF Developments-et, hogy tervezze meg az XJ220 sebességváltóját és összkerékhajtási rendszerét, a projektet pedig Rolt fia, Stuart vezette. Tony Rolt a Ferguson Research műszaki igazgatója volt, ahol nagyban részt vett a Jensen FF-ben használt összkerékhajtási rendszer tervezésében, amely az első sportkocsi volt, amelyet ilyen rendszerrel szereltek fel. Tony Roltnak hosszú időn át volt kapcsolata a Jaguarral is, 1953-ban megnyerte a Le Mans-i 24 órás versenyt a gyári csapattal a C-Type-ot vezetve. A középre szerelt motor megnehezítette a négy kerék-meghajtási rendszer kialakítását, és innovatív megoldásra volt szükség ahhoz, hogy a középre szerelt hátsó motortól az első kerekekhez juttassák az erőt. A választott konstrukció az első kerék meghajtását a hátsó tengelykapcsoló központi differenciálművétől vette át, és a motor közepén lévő V alakú V-n keresztül küldte egy tollhajtás segítségével, mielőtt egy fordított differenciálműhöz csatlakozott volna. A tengelykapcsoló egy kétlemezes egység volt, amelyet az AP Racing tervezett.

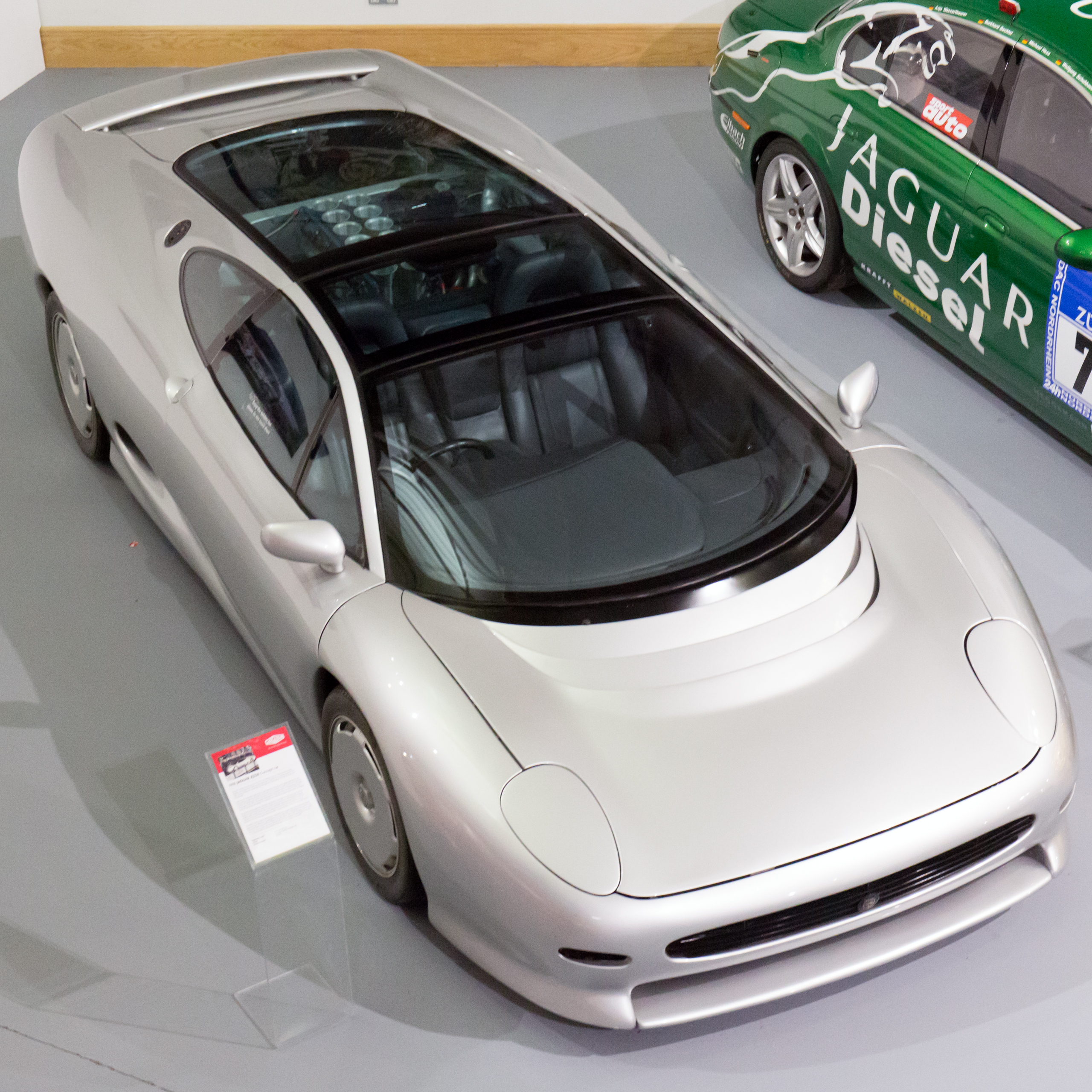
Jaguar XJ220 koncepcióautó a V12-es motorral a British Motor Museumban, Gaydonban

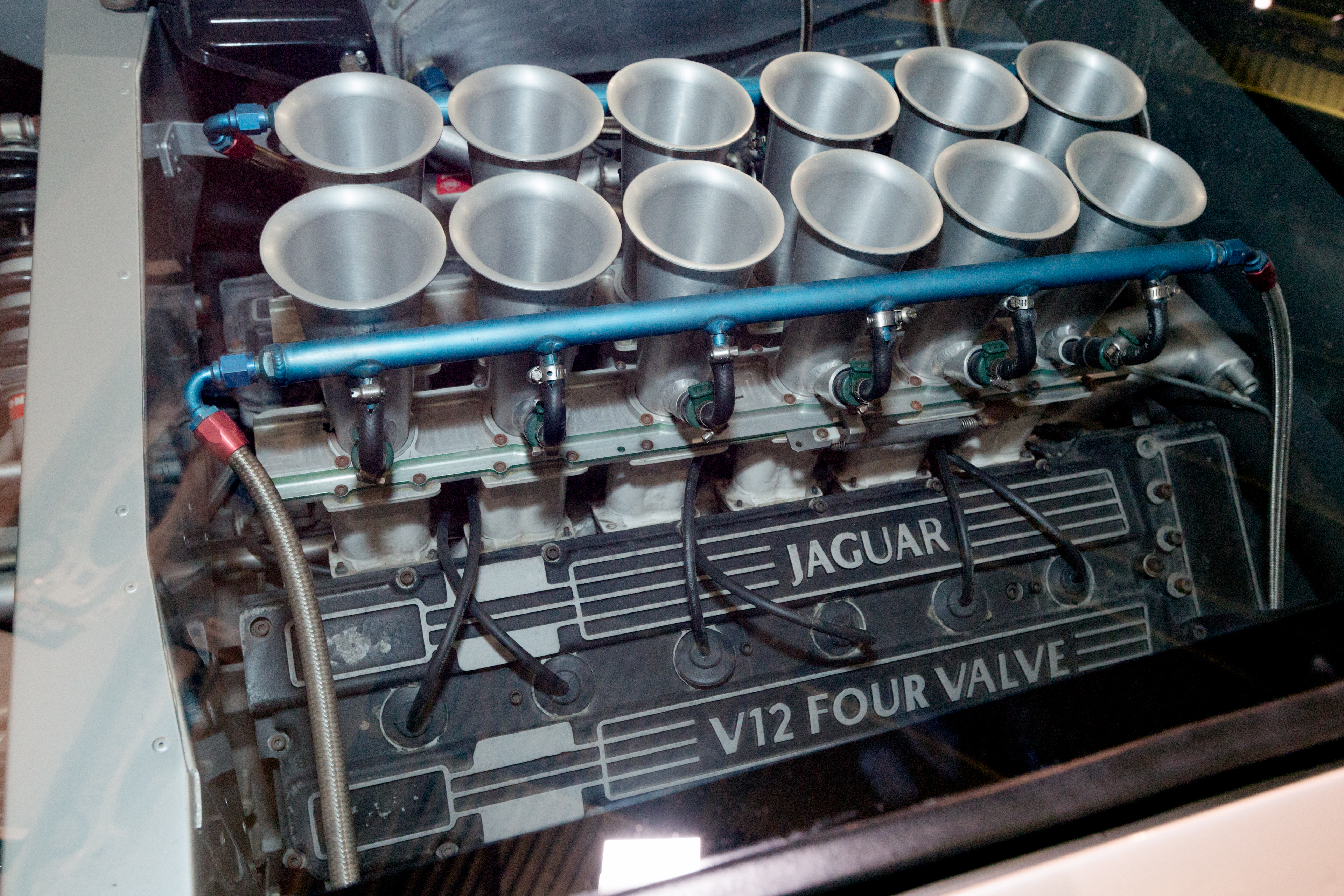
A négyszelepes Jaguar V12-es motor az XJ220 koncepcióautóban

### Karosszéria és belső tér
A külső formatervezési utasítás korlátozta az aerodinamikai segédeszközök használatát, és egy egyszerű, mégis letisztult és funkcionális karosszéria kialakítását tűzte ki célul, amely a klasszikus Jaguar sportautókhoz, például a D-Type-hoz és az E-Type-hoz hasonlít. A közúton való használatra tervezett hasmagasságnál a légellenállás és a felhajtóerő korlátozott volt, de a tervezés lehetővé tette a további leszorítóerő alkalmazását, amikor az autót versenyzésre állították be. A karosszéria körülbelül 1 400 kg (3 000 font) leszorítóerőt produkált 200 mph (322 km/h) sebességnél. A tervek szerint a hátsó szárnyat is változtathatóan alakították ki, amely alacsonyabb sebességnél a karosszériába hajtható. Az aerodinamikai munkákat a Motor Industry Research Association szélcsatornájában végezték egy 1:4 méretarányú modell segítségével, mivel a projekt költségvetése nem engedte meg egy teljes méretű makett elkészítését.
Az 1988-ban bemutatott koncepcióautó karosszériáját kézzel készítette alumíniumból a Park Sheet Metal, egy olyan autóipari szakcég, amely koncepcióautókat és kisszériás, hiánypótló modelleket gyárt különböző gyártók, köztük a Bentley számára. A QCR Motors LTD vállalta a karosszéria végső ezüstszínű festését. A koncepció elektromos működtetésű ollós ajtókkal és egy átlátszó motorburkolattal is rendelkezett, amely a V12-es motort mutatta. A koncepcióautó a Callow & Maddox által készített, Connolly bőrrel bevont belső teret kapott, és fűthető első és hátsó szélvédővel, elektromos ablakokkal, légkondicionálóval, fűthető, elektromosan állítható ülésekkel és Alpine CD-lejátszóval volt felszerelve. A műszerfalat a Veglia szállította.

### Alváz
Az alváz alumíniumból készült az Alcan ragasztott alumíniumszerkezetű jármű technológiájának (ASVT) felhasználásával, tengelytávja 2845 mm volt. Az alváz tervezése hátsókerék-kormányzással rendelkezett, és az üzemanyagtartályt a középső válaszfal mögé csomagolta. A felfüggesztés kialakítása nagyrészt közúti használatra összpontosított, de a versenyzéshez jó kompromisszumot sikerült elérni, és a felfüggesztés magassága állítható volt. A koncepcióautót négycsatornás blokkolásgátlóval szerelték fel. A koncepcióautó négycsatornás fékrendszerrel volt felszerelve. A koncepcióautó nagyobb volt a sorozatgyártású modellnél, 5140 mm (202 in) hosszú és 2000 mm (79 in) széles. Súlya 1560 kg volt.

### Bemutatása
A koncepcióautó 1988. október 18-án a kora reggeli órákban készült el, aznap, amikor a birminghami National Exhibition Centre-ben megrendezett Brit Nemzetközi Autókiállításon bemutatták volna. A jármű 03:00 órakor készült el, 06:00 órakor került a Jaguar standjára, és 11:00 órakor mutatták be. A Jaguar marketingosztálya helyet biztosított az XJ220-asnak az autószalonon a standján, de a járművet megérkezéséig nem látták. A Jaguar elnöke, John Egan és Roger Putnam, aki a Jaguar versenytevékenységéért felelt, a motorkiállítás előtti héten mutatták meg a járművet, és aláírták a koncepciót, lehetővé téve annak bemutatását. Az autó elsöprően pozitív fogadtatásban részesült a közönség és a sajtó részéről, és számos tehetős Jaguar-rajongó adott át üres csekket, hogy az XJ220 koncepció gyártásba kerülése esetén vásárlási opciót biztosítson. A Ferrari ugyanezen az eseményen tartott F40-es zászlóshajó modelljének bemutatóját beárnyékolta, mivel becslések szerint további 90 000 látogató érkezett az XJ220-ra.
Az XJ220-at eredetileg nem tervezték sorozatgyártású autónak, de a koncepció modell fogadtatása és a komoly vevők pénzügyi érdeklődése nyomán a TWR és a Jaguar csapatai megvalósíthatósági tanulmányt készítettek. A következtetés az volt, hogy egy ilyen autó műszakilag megvalósítható (műszaki változtatásoktól függően) és pénzügyileg is életképes lenne. 1989. december 20-án bejelentettek egy 220-350 darabos, korlátozott sorozatgyártást. A tanulmányt 1989. december 20-án hozták nyilvánosságra. A listaár 1990. január 1-jén 290 000 font volt hozzáadott érték-adó (ÁFA), opciók és szállítási költségek nélkül, de 1992-re ez az ár jelentősen megemelkedett a szerződések indexálása miatt. Az ajánlatot négyszeres túljelentkezés jellemezte, és mintegy 1400 ügyféltől 50 000 font (ÁFA nélkül) foglalót vettek fel. Az első szállításokat 1992 közepére tervezték.

## Sorozatgyártású változat
A Jaguar nem tudta házon belül kifejleszteni az XJ220-at, mivel a rendelkezésre álló mérnöki erőforrásokat az XJ és XJS modellek fejlesztésére fordították. A Jaguar-nak és a TWR-nek már létezett egy közös vállalata, a JaguarSport Ltd., amelyet 1987-ben alapítottak versenyautók gyártására. A Jaguar igazgatótanácsa úgy döntött, hogy a szerződéses megállapodás függvényében a TWR és a JaguarSport lesz felelős az XJ220-asért. A JaguarSport új vállalatot alapított, a Project XJ220 Ltd-t, kifejezetten az XJ220 kifejlesztésére és gyártására.
A TWR műhelyeiben 1989 közepén állt fel az a csapat, amely meghatározta a szükséges mérnöki munkát és felmérte az autó pénzügyi életképességét. A csapat élén Mike Moreton állt, aki a TWR-hez csatlakozott, hogy az XJ220 projektet irányítsa. Moreton a Ford Motorsporttól érkezett, ahol a Ford Sierra RS500 Cosworth-ért felelős csapatot vezette, és a Ford RS200 Group B raliautó programjának projektmenedzsere volt. Richard Owent nevezték ki vezető tervezőnek, a csapat többi tagja pedig a Jaguar és a TWR munkatársaiból állt, köztük Pete Doddból, aki az XJ220 koncepcióért felelős tizenkét fős csoport egyetlen tagja volt. Az XJ220 prototípuson dolgozó külső és belső formatervezők, Keith Helfet és Nick Hull újra csatlakoztak a projekthez, amikor világossá vált, hogy további tervezési munkára lesz szükség.

### Kifejlesztés
A fejlesztőcsapat megvizsgálta a két fő versenytársat, a Ferrari F40-et és a Porsche 959-et. Ezeket kompakt, könnyű motorok hajtották; mind a Ferrari, mind a Porsche kényszerített szívást alkalmazott, hogy kis lökettér fogatú motorokból nagy teljesítményt érjen el. A Ferrari egy 2,9 literes (180 köbcentis), ikerturbós V8-as motort használt, amely 352 kW; 471 lóerő (478 LE) teljesítményű volt, míg a Porsche egy 2,9 literes (180 köbcentiméteres) dupla turbófeltöltésű lapos hathengeres motort használt, amelynek teljesítménye 331 kW; 444 lóerő (450 LE) volt, így az XJ220 koncepciónál lényegesen könnyebb és kisebb autók születtek: a Ferrari 600 kg-mal könnyebb és 710 mm-rel rövidebb volt, míg a Porsche 250 kg-mal könnyebb és 870 mm-rel rövidebb. A Porsche specifikációi közelebb álltak a Jaguaréhoz, összkerékhajtással és fényűző belső térrel. Ehhez képest a hátsókerék-hajtású Ferrari nagyon egyszerű belső térrel rendelkezett, szőnyegek, ajtókilincsek és sztereó nélkül.

### Motor

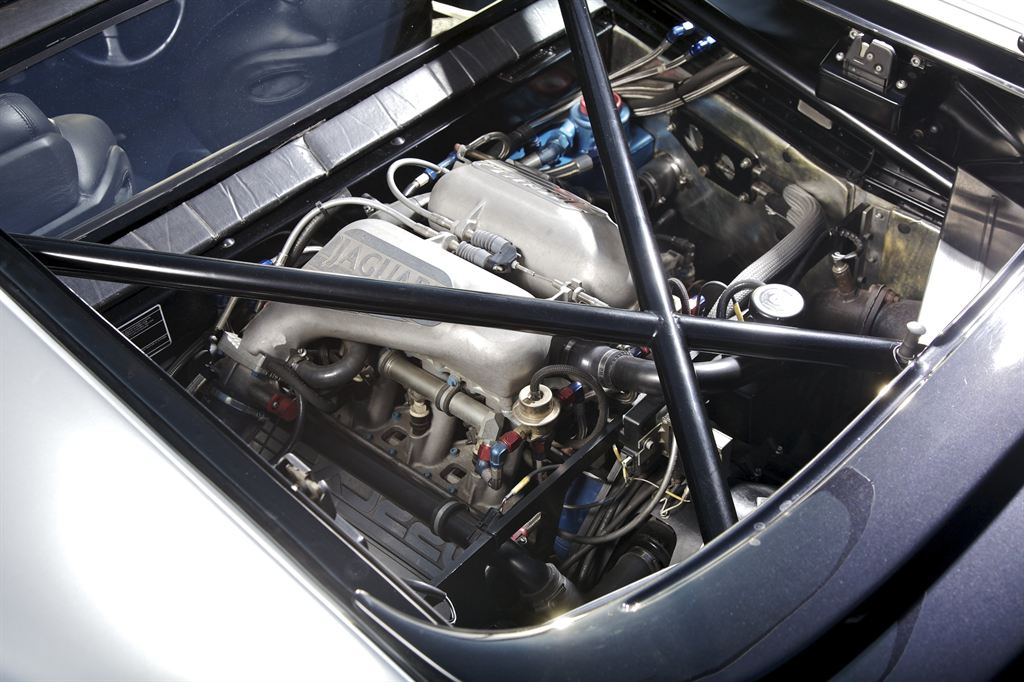
A sorozatgyártású XJ220 V6-os motorja a hátsó ablakon keresztül látható

Az XJ220 szériaváltozatában egy 3 498 köbcentiméteres (3,5 literes), duplaturbós V6-os motort használtak, amely a Jaguar/TWR JV6 jelölést kapta. Ez a motor, amely a koncepcióautóban szereplő Jaguar V12-es motort váltotta fel, az Austin Rover V64V V6-os motorjának erősen áttervezett és jelentősen módosított változata volt. A motor megváltoztatására vonatkozó döntés a motor súlyára és méreteire, valamint a környezeti kibocsátási szempontokra alapult. A rövidebb V6-os motorkonstrukció használata lehetővé tette az XJ220 tengelytávjának lerövidítését és súlyának csökkentését; a V12-es motort végleg kizárták, amikor megállapították, hogy nehézségekbe ütközne, ha egyszerre kellene megfelelnie a károsanyag-kibocsátási előírásoknak.
A TWR 1989-ben megvásárolta a V64V motor jogait az Austin Rovertől, és Allan Scott égisze alatt kifejlesztett egy teljesen új, JV6 kódnevű turbófeltöltős motort, amely arányaiban nagyjából a V64V-hez hasonlított, és alkalmas volt a sportautó-versenyzésre. Mivel a V64V eredetileg szívó motor volt, a motor minden részét át kellett tervezni a kényszerített szívócsövezéshez. A változtatások között szerepelt a lökettérfogat 3,5 literre növelése, a belső részek megerősítése és két Garrett TO3 turbófeltöltő hozzáadása. A JV6 motort először a JaguarSport XJR-10 és XJR-11 versenyautókban használták; kompakt méretei és alacsony súlya miatt ideális jelölt volt az XJ220-ashoz. A motor 90°-os dőlésszöggel, hengerenként négy szeleppel és szíjhajtású, dupla felső vezérműtengelyű vezérműtengelyekkel rendelkezett.
A kiválasztott V64V motor rövid, de sikeres karriert futott be célzottan versenyautók motorjaként. A Cosworth motortervezője, David Wood tervezte az Austin Rover Group Metro származású B csoportos raliautója, az MG Metro 6R4 számára. A Jaguar/TWR JV6 motor megalkotásához szükséges áttervezési munkálatokat Andrew Barnes, a TWR hajtáslánc-menedzsere végezte, és a svájci motorépítő Max Heidegger is részt vett benne, aki az XJR-10 és XJR-11 versenyautókban használt versenymotorokat tervezte és építette. Az XJ220 motorja 94 mm × 84 mm-es furat x löketű volt, száraz dugattyús kenéssel, többpontos üzemanyag-befecskendezéssel, kettős befecskendezővel és Zytek elektronikus motorvezérléssel. A motor alumínium hengerblokkal és alumínium hengerfejekkel készült, acél csuklórudakkal és forgattyús tengellyel. Alapbeállításban a motor teljesítménye 550 LE (405 kW; 542 LE) volt 7200-as fordulatszámon és 475 lb⋅ft (644 N⋅m) forgatónyomaték 4 500-as fordulatszámon. Az XJ220 3,6 másodperc alatt gyorsult fel 0-60 mph (97 km/óra) sebességről, a végsebessége pedig 212,3 mph (341,7 km/óra) volt. A Road & Track tesztje szerint a végsebesség 210,5 mph (338,8 km/h), a 0-60 mph (97 km/h) gyorsulás 4,8 másodperc alatt, az álló 1⁄4 mérföld (402 m) megtétele pedig 12,4 másodperc alatt történt.
Az XJ220 kipufogórendszere két katalizátorból áll, amelyek csökkentik a motor teljesítményét. Az olaszországi Nardò Ringen végzett tesztelés során az egyik XJ220-asból eltávolították a katalizátorokat, és a fordulatszám-határt 7900 fordulat/percig emelték; ezek a módosítások 51 lóerővel (38 kW; 52 LE) növelték az autó teljesítményét, és az autót az 1990-es Le Mans-győztes Martin Brundle vezette, amelynek végsebessége 217,1 mph (349 km/h) volt. A pálya körkörös jellege miatt egyesek (köztük a Top Gear és az Autocar brit autós magazinok) szerint a 217 mph (349 km/h) sebesség egyenes, sík úton 223 mph (359 km/h) sebességnek felel meg. Más pályákon azonban másképp teljesített; amikor a Road & Track egyenes, sík úton tesztelte a végsebességet, az csak 210,5 mph (339 km/h) volt, lassabb volt, mint az ugyanezen az eseményen a Bugatti EB 110 és az 1987-ben ott tesztelt Ruf CTR. A V64V motor további előnye volt, hogy egy ilyen erős benzinmotorhoz képest nagyon gazdaságos volt, a Jaguar szerint 32 mpg-imp (8,8 L/100 km; 27 mpg-US) volt képes elérni. Ezzel szemben az akkori legkisebb motorral rendelkező Jaguar limuzin, az XJ6 3.2 csak 24 mpg-imp (12 L/100 km; 20 mpg-US) körüli értéket tudott elérni.
A motort az oxfordshire-i Kidlingtonban található új, erre a célra épített létesítményben gyártották és építették. A TWR nagy összegeket fektetett be egy olyan korszerű megmunkáló létesítménybe, amely képes kiszolgálni az összes verseny és utcai autós projektet. A létesítményt kezdetben az XJ220 motorjának gyártására állították fel Simon Lockwood, az ex-March Engineering felfüggesztési specialistája vezetésével.

### Sebességváltó
Az összkerékhajtás ellen a fejlesztési folyamat korai szakaszában döntöttek, több okból is. Úgy gondolták, hogy a hátsókerék-hajtás a helyzetek többségében megfelelő lenne, a négy kerék-hajtás további bonyolultsága akadályozná a fejlesztési folyamatot, és potenciálisan problémás lenne az ügyfél számára. Az FF Developments-t bízták meg a sebességváltó/váltómű összeállításával, az XJ220 koncepcióból származó összkerékhajtású transaxle-egységüket módosítva egy tisztán hátsókerék-hajtású konstrukcióvá a szériaautó számára. A transaxle a vonóerő javítása érdekében viszkózus tengelykapcsolós korlátozott csúszású differenciálművel rendelkezett.
A sebességváltó háromkúpos szinkronizálással rendelkezett az első és a második fokozatban, hogy a gyors indításokat kezelni tudja, miközben a vezető számára viszonylag könnyen kapcsolható és pozitív érzést biztosít. Az AP Racing egy 8,5 hüvelyk (22 cm) átmérőjű tengelykapcsolót biztosított.
| Fokozat | 1      | 2      | 3      | 4      | 5      | Végső áttétel |
| ------- | ------ | ------ | ------ | ------ | ------ | ------------- |
| Arány   | 3,00:1 | 1,95:1 | 1,42:1 | 1,09:1 | 0,85:1 | 3,364:1       |

### Külső

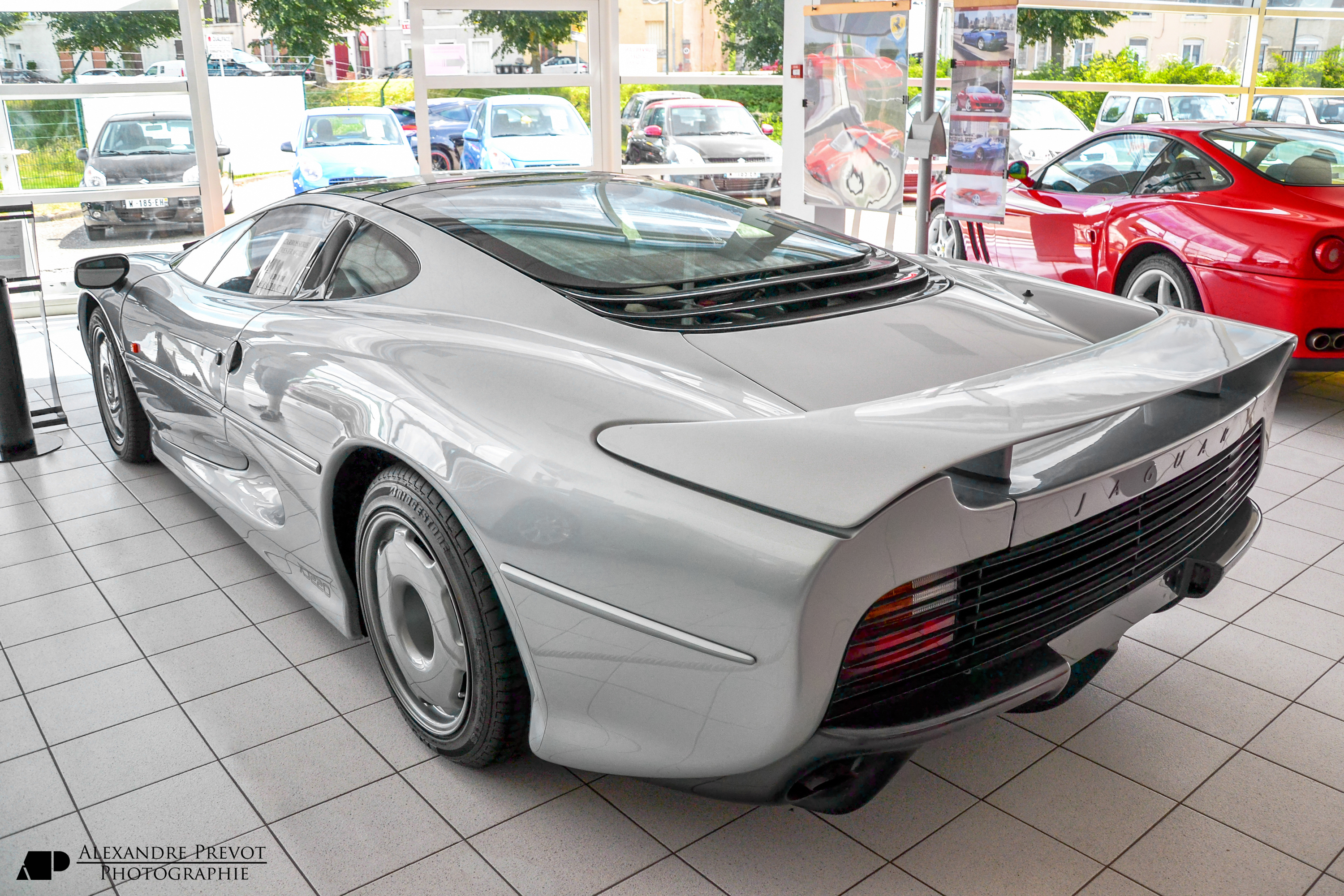
A sorozatgyártású XJ220 hátsó háromnegyedes nézete

A külső megjelenés megtartotta az XJ220 koncepcióautó alumínium karosszériaelemeit, de a sorozatgyártású autók esetében az Abbey Panels of Coventry-t bízták meg a karosszériaelemek gyártásával. Az ollós ajtókat a szériamodellnél elhagyták, és jelentős áttervezési munkálatokat végeztek a terven, amikor a tengelytávot és az autó teljes hosszát módosították. Geoff Lawson, a Jaguar akkori formatervezési igazgatója nagyobb érdeklődést mutatott az autó iránt, és ragaszkodott ahhoz, hogy a formatervet Jaguarnak kell tekinteni, ha sikeresen akarja népszerűsíteni a vállalatot. Keith Helfet visszatért, hogy elvégezze a szükséges újratervezési munkálatokat, amelyeket a tengelytáv módosítása írt elő, amelyet 200 mm-rel csökkentettek.
A turbófeltöltős motor nagyobb légbeömlőket igényelt a két intercooler ellátásához. Az ajtók és a hátsó kerekek között elhelyezett légbeömlők nagyobbak voltak az XJ220 szériaváltozatán, mint a koncepcióautón. A karosszéria számos kisebb tervezési változtatását tesztelték a szélcsatornában; a végleges változat légellenállási együtthatója Cd=0,36 volt, a leszorítóerő pedig 1361 kg volt 200 mph (322 km/h) sebességnél. Az XJ220 volt az egyik első olyan közúti autó, amely szándékosan használta a karosszéria alatti légáramlást és a venturi hatást a leszorítóerő előállítására. Emellett az XJ220-at opcionális BBS kerekekkel lehetett rendelni a jobb fékszellőzés és az esztétikum érdekében. A sorozatgyártású XJ220 hátsó lámpáit a Rover 200-ból vették át.

### Alváz
A sorozatgyártású modell az alvázhoz ugyanazt az Alcan ragasztott mézkamrás alumíniumszerkezetű jármű technológiát (ASVT) használta, mint a koncepcióautó. Az alváz kialakítása két dobozos profilú sínt tartalmazott, amelyek a felfüggesztés rögzítési pontjaiként működtek, és energiaelnyelő szerkezetet biztosítottak frontális ütközés esetén; ezeket sikeresen tesztelték akár 48 km/óra (30 mph) sebességnél. Az alváz és a monocoque részét képezte egy integrált bukókeret, amely további szerkezeti merevséget biztosított az autónak, és lehetővé tette, hogy az XJ220 könnyedén átmenjen a szigorú törésteszteken. A hátsókerék-kormányzást a súlycsökkentés és a bonyolultság csökkentése érdekében elhagyták a szériaautóból, akárcsak az állítható magasságú felfüggesztést és az aktív aerodinamikai technológiát. A szériamodellre szerelt felfüggesztés elöl és hátul független felfüggesztésből állt, kettős, egyenlőtlen hosszúságú keresztlengőkarokkal, belső tekercsrugókkal és kipörgésgátlókkal, Bilstein gázzal töltött lengéscsillapítókkal.
A fékrendszert az AP Racing tervezte, és elöl 33,0 cm átmérőjű, szellőztetett és keresztfúrású féktárcsákkal, hátul pedig 30,0 cm átmérőjű féktárcsákkal rendelkezett. A féknyergek négydugattyús alumínium egységek voltak. A JaguarSport tervezte a kéziféket, amelynek külön féknyergek hatnak a hátsó féktárcsákra. A rajongók és a versenyzők visszajelzései alapján úgy döntöttek, hogy a 
blokkolásgátlót elhagyják a szériaautóból. A fékrendszert szervo nélkül szerelték be, de számos tulajdonos úgy találta, hogy a fékeket nehéz működtetni hidegben, és később kérte a szervo felszerelését. Fogasléces kormányművet szereltek fel, 2,5 fordulatos kormányművel, a kormányzás szervokormányos volt. A Bridgestone Expedia S.01 aszimmetrikus, egyirányú gumiabroncsokat kifejezetten az XJ220 számára fejlesztették ki. A rali könnyűfém keréktárcsák specialistája, a Speedline Corse tervezte a könnyűfém keréktárcsákat, ezek mind szélesebbek és nagyobb átmérőjűek a hátsó kerekeknél; elöl 17 colos (43,2 cm), hátul 18 colos (45,7 cm) kerekek kerültek felszerelésre, elöl 255/55 ZR17, hátul 345/35 ZR18 abroncsokkal.

### Beltér

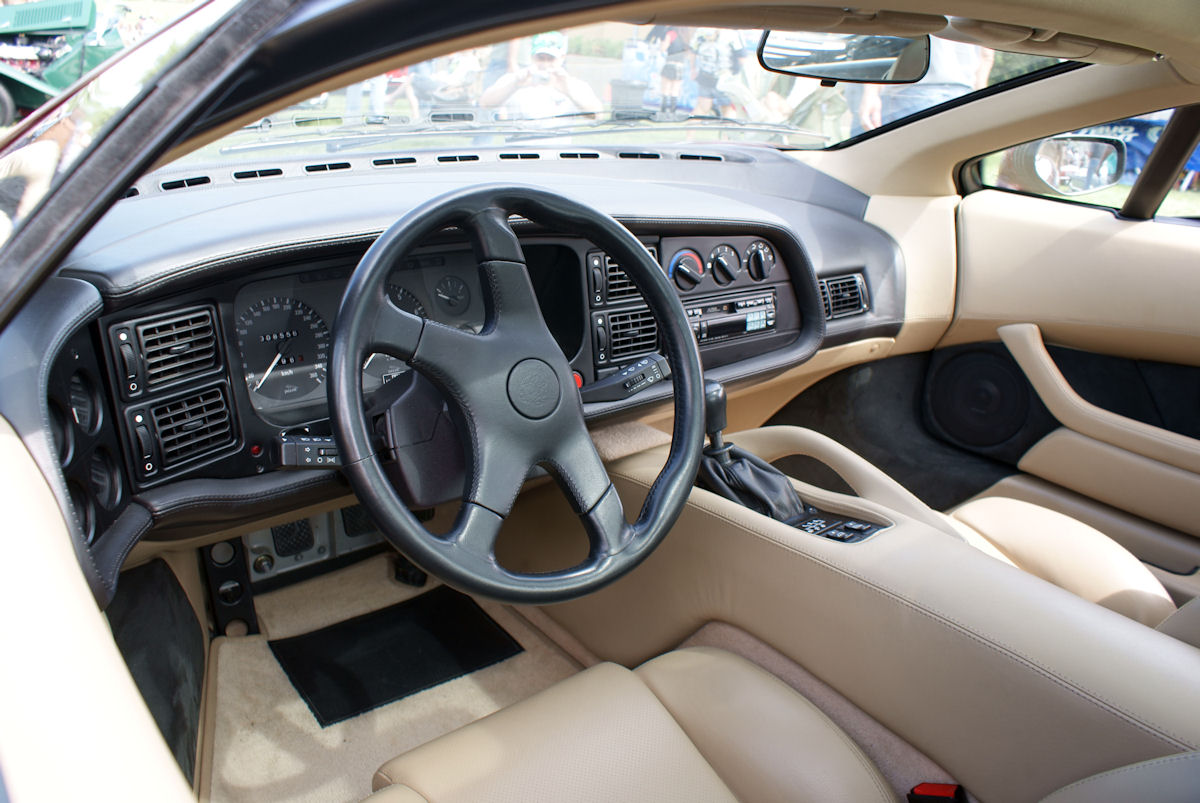
Az autó beltere

A belső teret két utas számára tervezték, és bőrrel vonták be. A műszerfal szokatlanul körbeívelt, és a vezetőajtóra csatlakozik, a másodlagos műszerfal pedig négy analóg műszert, köztük egy órát és egy feszültségmérőt tartalmazott a vezetőajtó elején. Légkondicionálót és zöld színű üvegezést is felszereltek. A csomagtér egy kis csomagtartóból áll, közvetlenül a motor hátsó része mögött és fölött, szintén bőrrel díszítve.

### Gyártás
Az autót egy erre a célra épített gyárban szerelték össze, a Wykham Millben, Bloxhamben, Banbury közelében, Oxfordshire-ben. 1991 októberében Diána walesi hercegné hivatalosan megnyitotta a gyárat, és bemutatta az első sorozatgyártású XJ220-ast. A Jaguar versenyautókban használt JV6-os motorokat Max Heidegger svájci mérnök készítette, de az XJ220 programhoz szükséges motorok számának szállítása meghaladta a kapacitását. A TWR megalakította a TWR Road Engines nevű részleget, amely a sorozatgyártású autók motorjainak tervezését, fejlesztését, gyártását és tesztelését irányította. Az XJ220-asban használt JV6-os motor kevés közös vonást mutatott azokkal a motorokkal, amelyeket Heidegger az XJR versenyautókban való használatra épített, mivel kifejezetten a teljesítmény és különösen az európai káros anyag-kibocsátási követelmények teljesítésére tervezték, amelyeknek a versenymotoroknak nem kellett megfelelniük.
Az FF Developments a sebességváltó és a hátsó tengelyegység tervezésén túlmenően ezen alkatrészek gyártásáért is felelősséget vállalt. Az alumínium alvázelemeket és karosszériaelemeket a Coventryben található Abbey Panels gyárban gyártották és szerelték össze, mielőtt a fehér színű karosszériát a bloxhami összeszerelő üzembe szállították.  Az autó, beleértve az alváz- és karosszériaelemeket, körülbelül 3000 egyedi alkatrészből áll. Az első ügyfélszállítás 1992 júniusában történt, és a gyártási ütem átlagosan napi egy autó volt. 1994 áprilisában gördült le az utolsó XJ220 a gyártósorról; a gyárat ezután átadták az Aston Martinnak, és 2004-ig az Aston Martin DB7 összeszerelésére használták.

## Guinness világrekord
A Jaguar 1991-ben a 004-es alvázszámú előszériás XJ220-as nagysebességű tesztelését végezte a texasi Fort Stocktonban, és 341,7 km/órás (212,3 mph) maximális sebességet mért, ami gyorsabb volt, mint bármelyik szériaautó abban az időben. A Car magazin szerint a Jaguar azt remélte, hogy az XJ220-assal elérheti a 220 mph (354 km/h) sebességet, elsősorban promóciós okokból. Úgy döntöttek, hogy 1992 júniusában további nagy sebességű teszteket végeznek az olaszországi Nardò Ringen, a Road & Track és a Car magazin egy-egy újságírója, valamint egy fotós és egy BBC operatőr, aki a BBC Top Gear számára készített felvételeket, mint független szemtanúk. A független tanúk egyike sem értette, hogyan működnek a Jaguar tesztberendezései. A 009-es alvázszámú előszériás XJ220-ast Martin Brundle vezette volna, aki az XJR-12-vel megnyerte az 1990-es Le Mans-i 24 órás versenyt. A kezdeti nagysebességű futamokon az autó alapkivitelben (katalizátorok bekötve, alacsonyabb, 7400 fordulat/perc fordulatszám-korlátozás) 212,3 mph (341,7 km/h) maximális sebességet ért el, ugyanezt a sebességet, amit korábban Fort Stocktonban ért el a tesztek során. Brundle arról számolt be, hogy az autó a futás során a fordulatszám-korlátozót ütötte.
A fordulatszám-korlátozót 7900 fordulat/percig növelték, és a katalizátorokat eltávolították, hogy egy második sorozathoz egyenes kipufogócsöveket szereljenek be, és ez volt az a kísérlet, amely a 349,4 km/órás (217,1 mph) maximális sebességet eredményezte. Becslések szerint a katalizátorok eltávolítása, amelyet akkoriban Európában nem írtak elő, mintegy 51 LE-vel (38 kW; 50 LE) növelte a teljesítményt. A Guinness Rekordok Könyve a 217,1 mérföld/órás futást a szériaautó által valaha elért hivatalos leggyorsabb sebességként jegyezte fel, ez a szám a Guinness Rekordok Könyvének 1994-1999-es kiadásaiban szerepelt. A Guinness World Records ezután az Andy Wallace által vezetett McLaren F1-et ismerte el, amely 1998 márciusában (szintén megemelt fordulatszám-korlátozóval) 240,1 mph (386,4 km/h) maximális rögzített sebességet ért el, mint a világ leggyorsabb szériaautója.

## Fogadtatás és értékesítés
Az XJ220 koncepció modell 1988-as sajtóvisszhangja elsöprően pozitív volt, és hozzájárult ahhoz, hogy 1989-ben az XJ220 korlátozott sorozatgyártásba kerüljön. Az autó szériaváltozatát először 1991 októberében, a Tokiói Autószalonon mutatták be a nagyközönségnek. 1991 őszén mutatták be az első autót a sajtónak. Az Autocar újságírója, Andrew Frankel volt az első újságíró, aki kipróbálta az autót, és beszámolt róla: A vad gyorsulás itt tényleg adott. Ami igazán hihetetlen az XJ220-ban, az az, hogy képes ilyen teljesítményt nyújtani úgy, hogy közben soha, de soha nem ijeszt meg. Különösen lenyűgözte a gázreakció, a vezető képessége, hogy nagyon pontosan tudja irányítani az autó teljesítményét, és az a mód, ahogyan a motor fokozatosan adja le a teljesítményét, nem pedig egyetlen rövid kirohanásban. John Barker, a Performance Car kritikusa szintén le volt nyűgözve a teljesítménytől, valamint az autó vezethetőségétől és stabilitásától: A V6-osnak van egy dübörgő, billegő hangja, amely a rendkívül rugalmas vezethetőséggel együtt meghazudtolja a sebességet, amivel haladunk. A sebességmérőre pillantok, és nehezen hiszem el, hogy 170 km/órát mutat. Barker a műszaki megoldásoktól is le volt nyűgözve, mondván: Ez az autó katalizált, teljesen homologizált, és ugyanazokon a teszteken ment át, mint amilyenekre egy Volvonak szüksége van, mielőtt forgalomba kerül, majd arról beszélt, hogy a jármű a formatervnek köszönhetően otthonosan mozog a versenypályán. Az Autocar véleménye a következő volt: Az XJ220 most olyan mércét ad, amelyhez minden más gyors autót hasonlítani lehet. Azon kevesek számára, akik valóban birtokolni és remélhetőleg használni is fogják az XJ220-asukat, elegendőnek kell lennie annak a ténynek, hogy a valaha gyártott legteljesebb szuperautót irányítják.

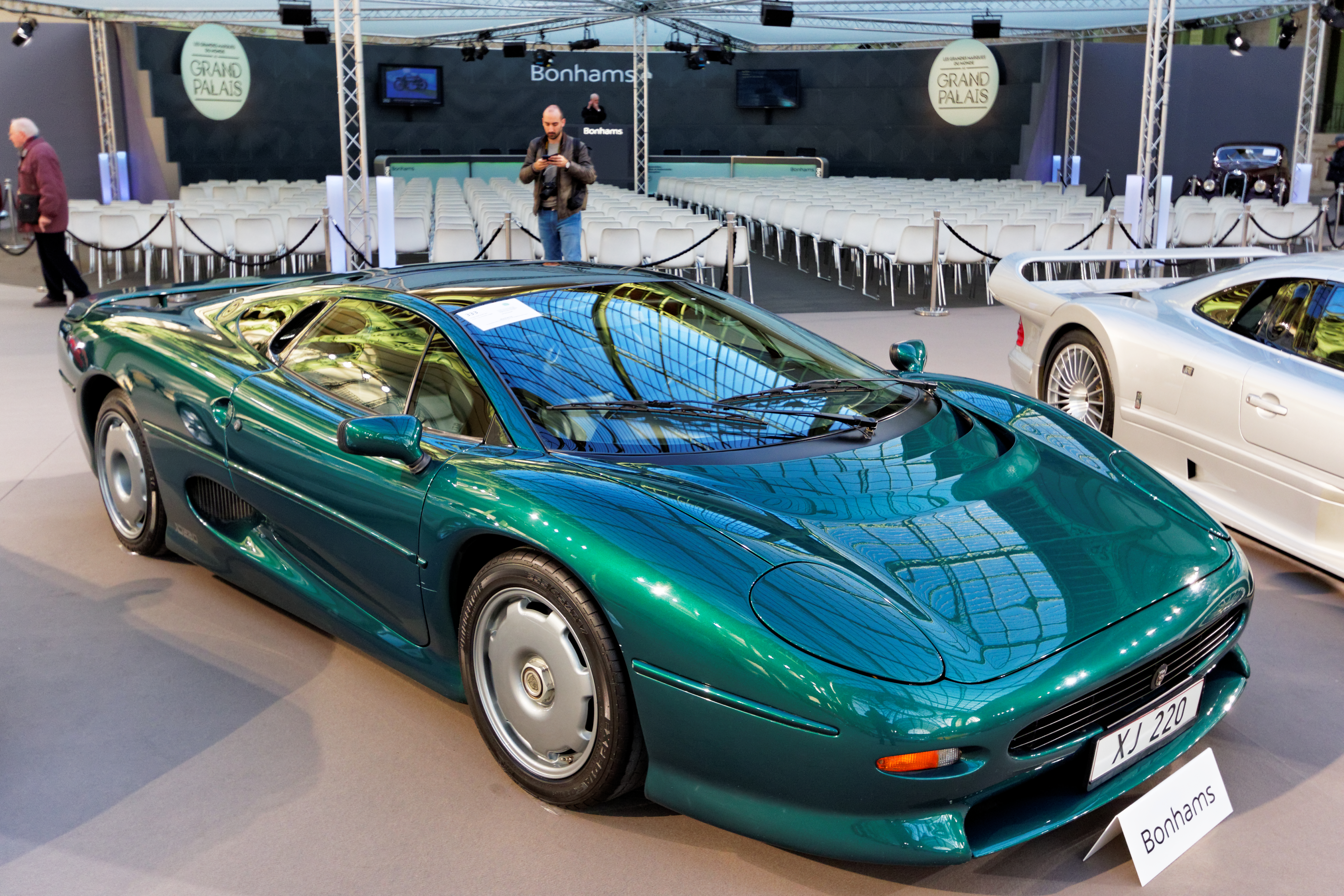
Egy 1992-es modell, amelyet a Bonhams árverezett el a párizsi Grand Palais-ban 2016-ban

Az ergonómiát és a vezethetőséget Gavin Green is dicsérte a Car August 1992-es számában: Egyenesen előre ülsz, a pedálok és a négy küllős Nardi-kerék gyönyörűen elhelyezett. Nincs semmi olyan ferde hülyeség, ami az olasz szuper autókat sújtja... az előre látás panorámás, az oldalsó kilátás pedig jó. A hátsó kilátás jobb, mint néhány más középmotoros szörnyetegnél. A továbbiakban a vezethetőséget írta le: Az XJ220 rendkívüli ügyességgel száguld a göröngyös aszfalton... a nagy Jaguár jobban száguld a városi aszfalton, mint sok sportos szedán, nem is beszélve a szuper autókról. A Car 1994. márciusi számában megjelent összehasonlító tesztben a tesztelőknek tetszett a "puszta tempó, a megjelenés és a kiváló utastér", de kritizálták a méretét, az ajtók nem elég messzire nyithatóságát és a kezelhetőségét: Ha van ennél gonoszabb szerkezet az útjainkon, nem szeretném megtalálni, mert az XJ220 hatalmas kezdeti alul kormányozottságtól szenved, amit erőszakos és csípős lengő túl kormányozottság követ." A legnagyobb csalódást a motor okozta, üresjáratban olyan hangja volt, "mintha valaki egy vödör rozsdás szöget csapkodna össze. Míg riválisa, a Bugatti EB 110 lenyűgözte a tesztelőket, az XJ220 csalódást okozott: A Jaguar elavult, és hiányzik belőle a lélek: úgy néz ki, mint egy cinikus marketinggyakorlat, és ezt a tisztaság és a koherencia hiányán is érezni lehet.
Az autós újságírók egy része kritizálta a méretét, mivel túl nagy egy kétüléses autóhoz képest, gyakorlatilag nincs csomagtere, túl széles ahhoz, hogy átférjen a forgalomkorlátozókon, vagy hogy kényelmesen lehessen vele közlekedni a legtöbb úton. A nagyon nehéz, segítség nélküli kormányzás és pedálok, az ABS nélküli, gyenge fékek, a gyenge iránystabilitás és a szörnyű kilátás szintén nem arattak sikert. A legtöbb kritika a viselkedést érte alacsony fordulatszámon, a motorhangot olyan szavakkal jellemezték, mint "egy vödör anyát és csavart öntenek át egy Magimixen, a csörgő kuplung, a csikorgó váltó, a recsegő futómű, a dübörgő és nyögő karosszéria pedig hozzájárult a közelgő meghibásodás benyomásához. A városban való vezetés puszta kínszenvedés volt, ami az Auto Motor und Sport szerint az első fokozat túl magas volt a "stop-and-go" forgalomhoz.
Az értékesítési teljesítmény kiábrándító volt. A Jaguar legfeljebb 350 autó gyártását tervezte, de a gyártást 1994-ben leállították, és 281 szériaautót gyártottak, amelyek közül nem mindet adták el; néhány bal oldali kormányzású példány 1997-ben még mindig kapható volt. A recesszió és a szériaváltozat drasztikus változtatásai miatt sokan, akik előleget fizettek, nem tudták befejezni a vásárlást. A szerződések indexhez kötése súlyosbította a problémát, és 1990 eleje és 1992 közepe között közel 200 000 fontot tett hozzá a vételárhoz. A McLaren F1 hasonlóan gyenge értékesítési teljesítménytől szenvedett: mindössze 71 autót adtak el a McLaren által kitűzött 300-as céllal szemben. A McLaren F1 programja végül kis nyereséget termelt a 28 gyártott GTR versenyváltozat értékesítésének és szervizelésének köszönhetően.
A szerződéses vásárlástól elállni kívánó Jaguar-vásárlók lehetőséget kaptak arra, hogy kivásárolják magukat a szerződésből, de 1995-re a kérdés jogi lépésekhez vezetett, mivel a vevők azt állították, hogy a specifikációváltozások miatt a szerződések érvénytelenek. A Jaguar bizonyítékokkal bizonyította, hogy a szerződésben szereplő jármű specifikációja megegyezik a leszállított járművel, és az elnöklő bíró, John Donaldson gyorsan a Jaguar javára döntött. Az utolsó eladatlan XJ220-asokat 1997-ben 127 550 font plusz áfa áron adták el. Bár az Amerikai Egyesült Államokban hivatalosan soha nem engedélyezték az eladást, az XJ220-as 2001-re a Show or Display mentesség alapján engedélyt kapott.
Az XJ220 később is megjelent az autós sajtóban; az Evo újságírója, David Vivian, aki 2009-ben írt egy fej-fej melletti tesztet az XJ220 és a Lamborghini Murciélago között, megjegyezte, hogy a nevetségesen gyors menés triviálisan könnyűnek tűnik, és elismerte, hogy a V12-es motor turbófeltöltős V6-os motorra való cseréjéről szóló döntés "most nagyobb elfogadottságot kapna". A Lamborghini azonban a sokkal jobb vezetési élményt nyújtotta: "Az XJ220 után szinte abszurdan agilis", "a nagy különbség, és ez hatalmas, az, hogy mennyivel izgalmasabb, szórakoztatóbb és elérhetőbb az LP640 vezetése.

## Versenyváltozat

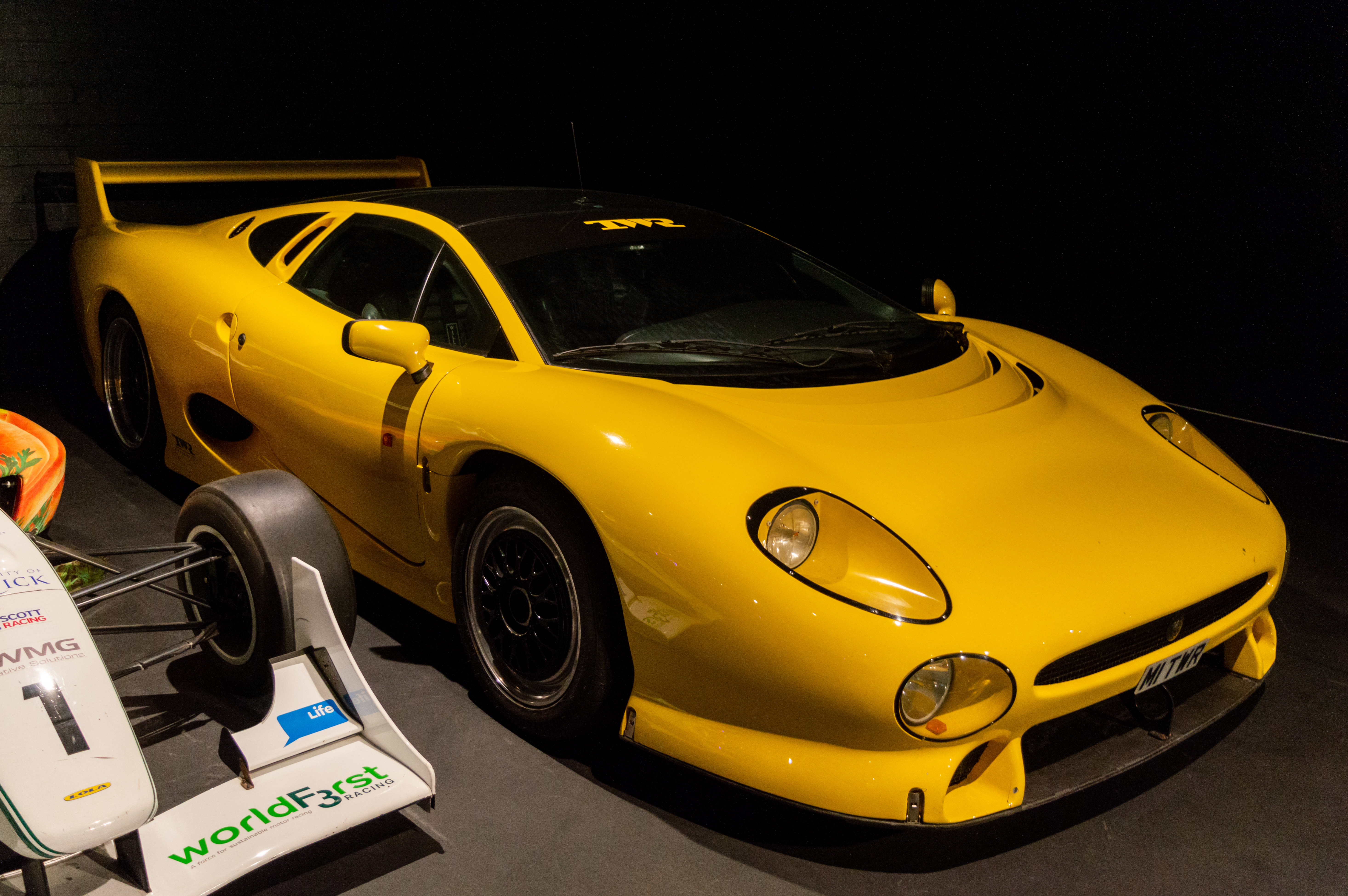
Egy sárga 1994-es Jaguar XJ220S "M1TWR" rendszámmal a Coventry Közlekedési Múzeumban

Az 1993-as Autosport International autókiállításon bemutatták a versenyváltozatot, amely az XJ220-C modellnevet kapta, és a FISA GT versenyeken való részvételre készült. Az XJ220-C Win Percy vezetésével megnyerte első versenyét, a BRDC National Sports GT Challenge silverstone-i fordulóját. Az 1993-as Le Mans-i 24 órás versenyen három gyári XJ220-C-t indítottak az újonnan létrehozott Grand Touring osztályban. John Nielsen, David Brabham és David Coulthard nyerte a GT-osztályt, két körrel megelőzve a Porschét; a másik két autó kiesett, mindkettő motorhiba miatt. Az osztálygyőzelmet azonban visszavonták, amikor a Jaguar XJ220-C-t ellentmondásos módon kizárták, mert nem katalizátorral futott. A Jaguarok már átmentek az ellenőrzésen és teljesítették a kvalifikáció első napját, amikor Alain Bertaut vezető steward panaszkodott, hogy a Jaguar nem használ katalizátorokat. Az autókat az IMSA GT kategóriában nevezték be, és Bertaut azt állította, hogy katalizátorokkal kell futniuk. Az autók fellebbezés alapján futottak a versenyen. A Nemzetközi Motorsport Szövetség (IMSA) tisztviselői levélben fordultak az Automobile Club de l'Ouest (ACO) (angolul: Automobile Club of the West), a Le Mans-i 24 órás verseny szervezőihez, és megerősítették, hogy a benevezett XJ220-C-k megfeleltek az IMSA szabályainak. A Jaguar megnyerte a fellebbezést (amelyet az FIA is támogatott), de ennek ellenére kizárták, mivel az ACO megerősítette, hogy a fellebbezést nem nyújtották be időben.
Az 1995-ös Le Mans-i 24 órás versenyre négy autót neveztek a GT1-es osztályba, kettőt a PC Automotive Jaguar, kettőt pedig a Chamberlain Engineering, bár utóbbiak nem indították autóikat. Egyik csapat sem rendelkezett Jaguar vagy TWR támogatással; a PC Automotive mindkét autóját megelőzte az új McLaren F1 GTR. Richard Piper, Tiff Needell és James Weaver a negyedik helyen állt, amíg egy éjszakai motorhiba véget nem vetett a versenyüknek, míg a második XJ220-C az út elhagyása után feladta a versenyt.
Egy enyhén módosított utcai XJ220-as 1993-ban az olasz GT-bajnokságban is indult, bár gyári támogatás nélkül; ahol a Martini színeiben versenyzett. Ez a nevezés megelőzte a gyár Le Mans-i indulását. Az XJ220-C-t az Egyesült Államokban az Indianapolis Raceway Parkban megrendezett, a televízió számára készült "Fast Masters" versenysorozatban népszerűsítették, amelyet 1993 nyarán az ESPN sugárzott, és amelyen 50 év feletti, meghívott pilóták vettek részt kieséses rendszerben. A verseny bohózat lett, mivel az autók viszkózus, korlátozott csúszású differenciálművei nem bizonyultak megfelelőnek a szervezők által választott ovális pályához, és furcsa kezelési tulajdonságokat eredményeztek, ami számos balesetet eredményezett.
A TWR további hat utcai autót fejlesztett ki XJ220-S néven, egy darabból álló, szénszál-erősítésű polimer első és hátsó karosszériával; a motort 700 LE-re (515 kW; 690 LE) hangolták. Az XJ220-S modellek eltörölték az eredeti modell rejtett fényszóróit, és helyette plexiüveggel borított lámpákat választottak. Az S modellek lényegében az XJ220-C versenyautó utcai változatai voltak, és ennek eredményeként sokkal egyszerűbb, versenyorientált belső teret kaptak kevlár ülésekkel és a bőrdíszítés eltávolításával. 1995 júniusában Colin Goodwin, az Autocar írója tesztelt egy XJ220-S-t a Millbrook Proving Groundon, és 290,3 km/h-s átlagsebességgel körrekordot állított fel.

## Jaguar XJ220 Pininfarina
A Jaguar XJ220 Pininfarina egy különleges XJ220-as, amelyet 1995-ben építettek Brunei szultánja és testvére, Jefri herceg számára, akik számos ritka és egyedi, erősen módosított autót rendeltek drága luxusautók alapján. Ezt az autót a Pininfarina módosította, az újratervezett karosszériát a Coggiola karosszériagyártó cég gyártotta, a módosítások közé tartoznak a fix fényszórók, új hátsó lámpák egy áttervezett dupla szárnyú hátsó szárnnyal és egy új belső csomag. Az autó sötétzöld külső festést is kapott.

## Galéria

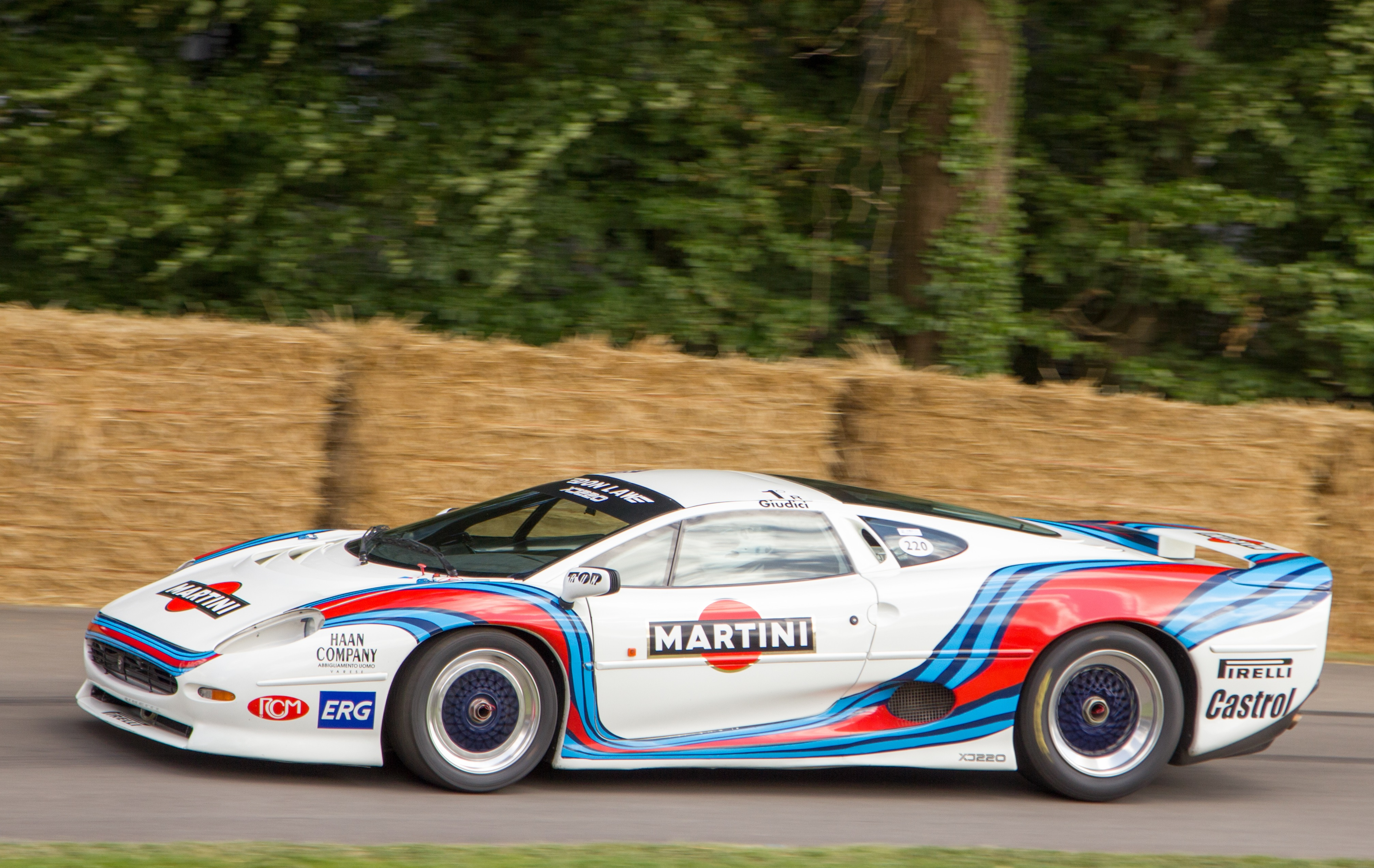
Jaguar XJ220 GT versenyez az olasz GT-bajnokságon
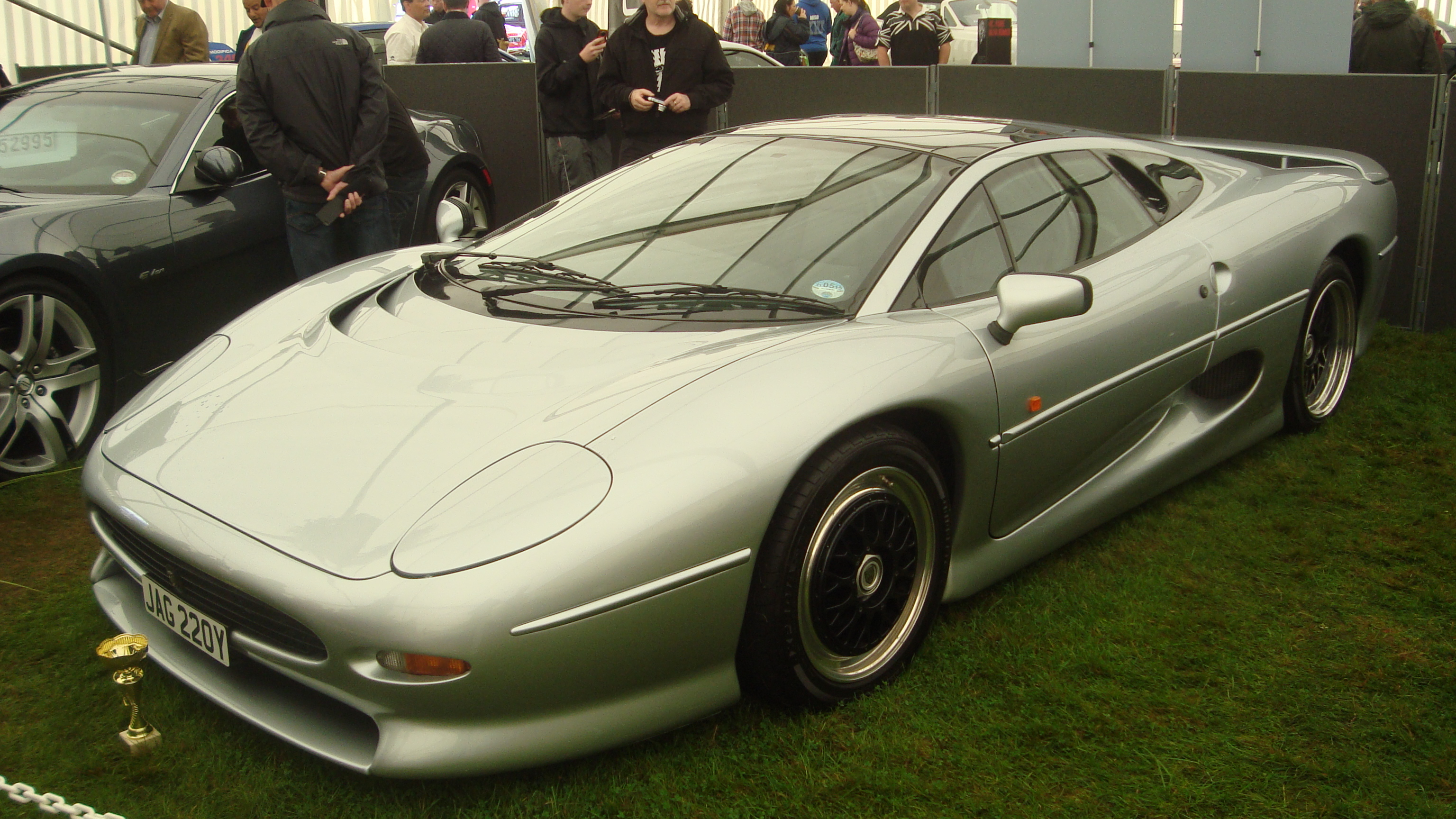
Jaguar XJ220 utángyártott kerekekkel
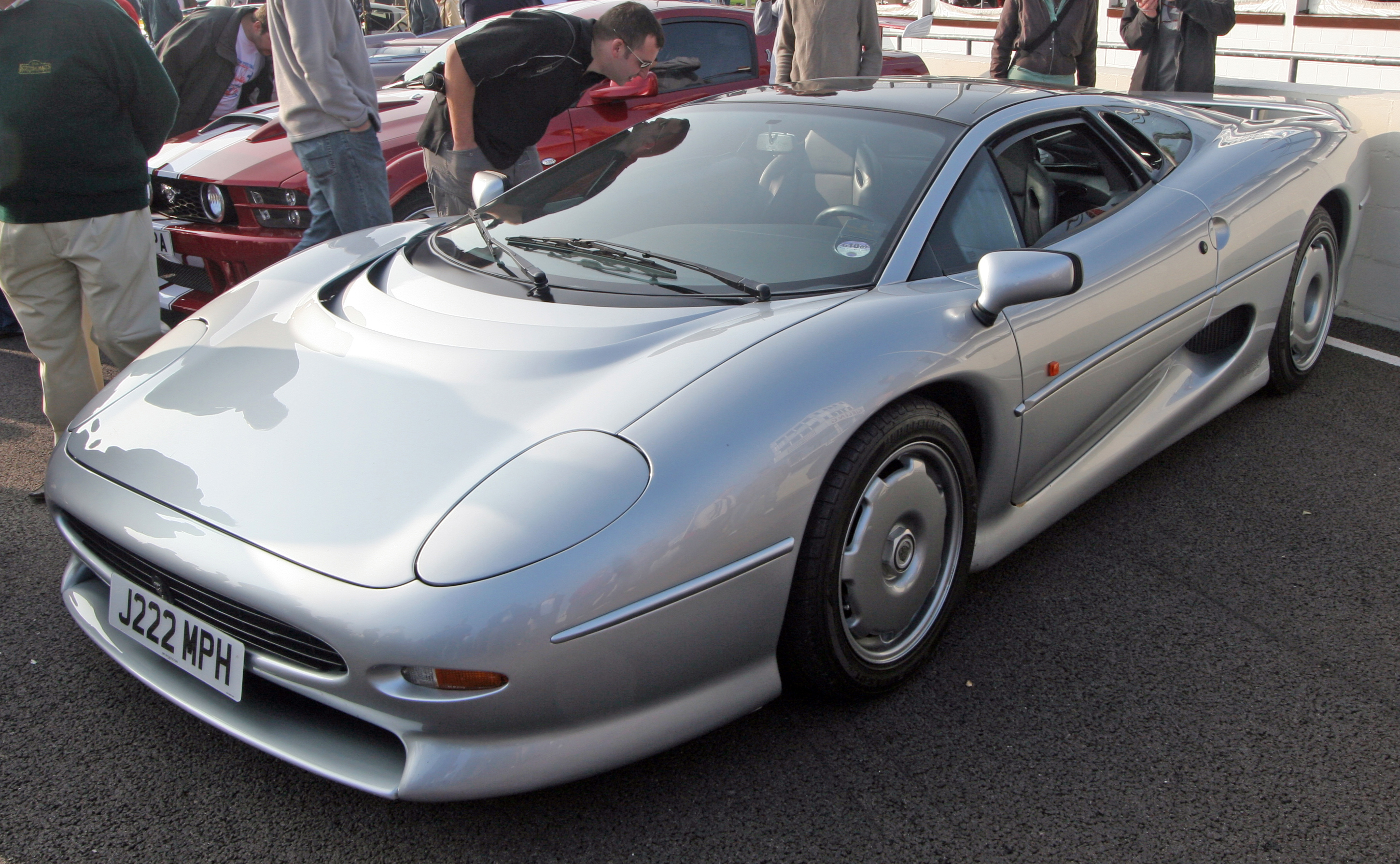
Goodwood Breakfast Clubnál parkoló példány
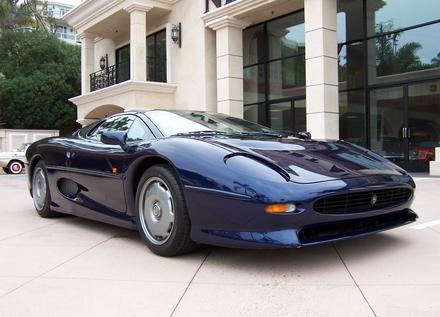
A kép Newport (Rhode Island)-on készült
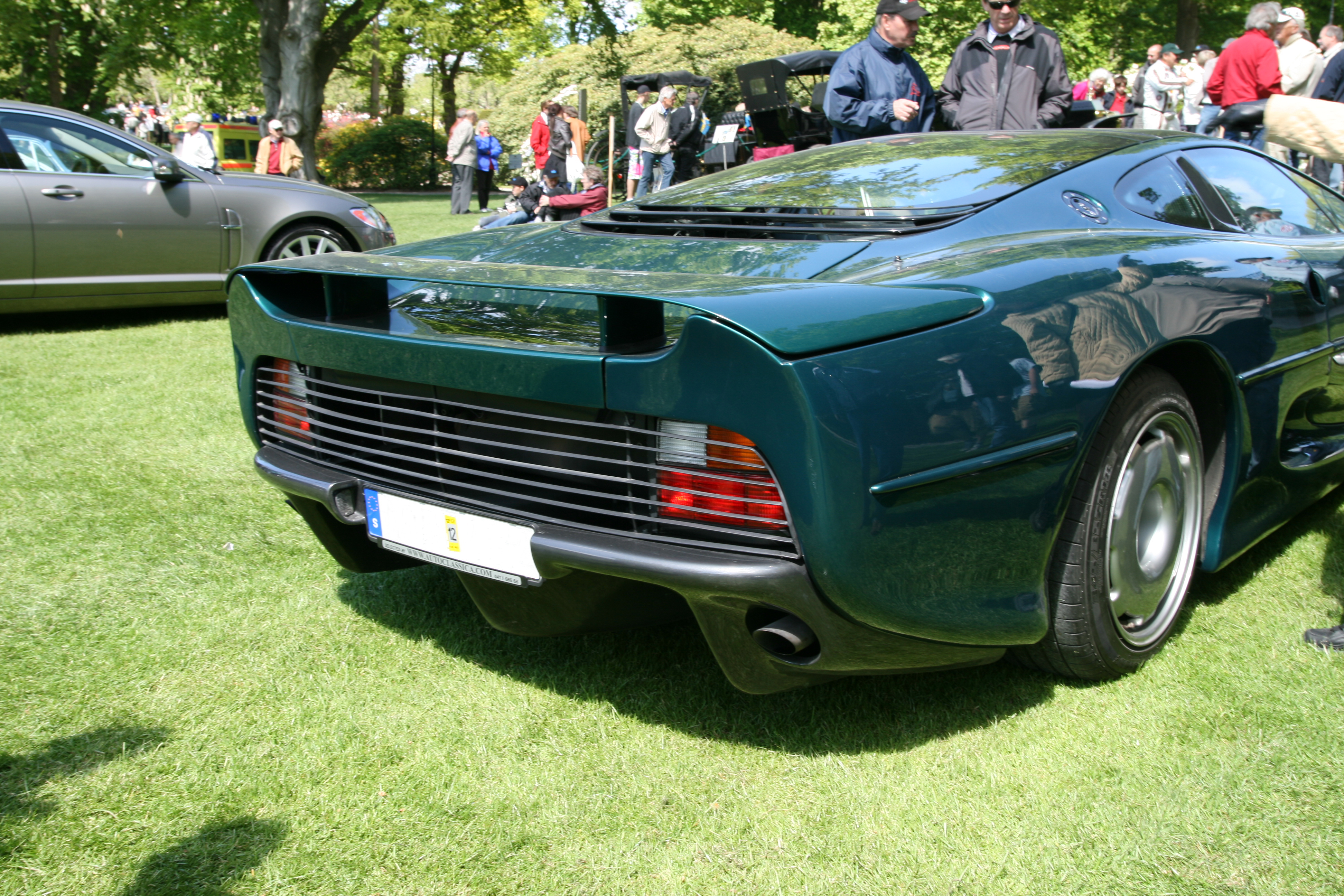
Egy 1994-es Jaguar XJ220 jobb hátsó nézete a Sofiero Classic autókiállításon a svédországi Helsingborgban, a Sofiero kastélyban
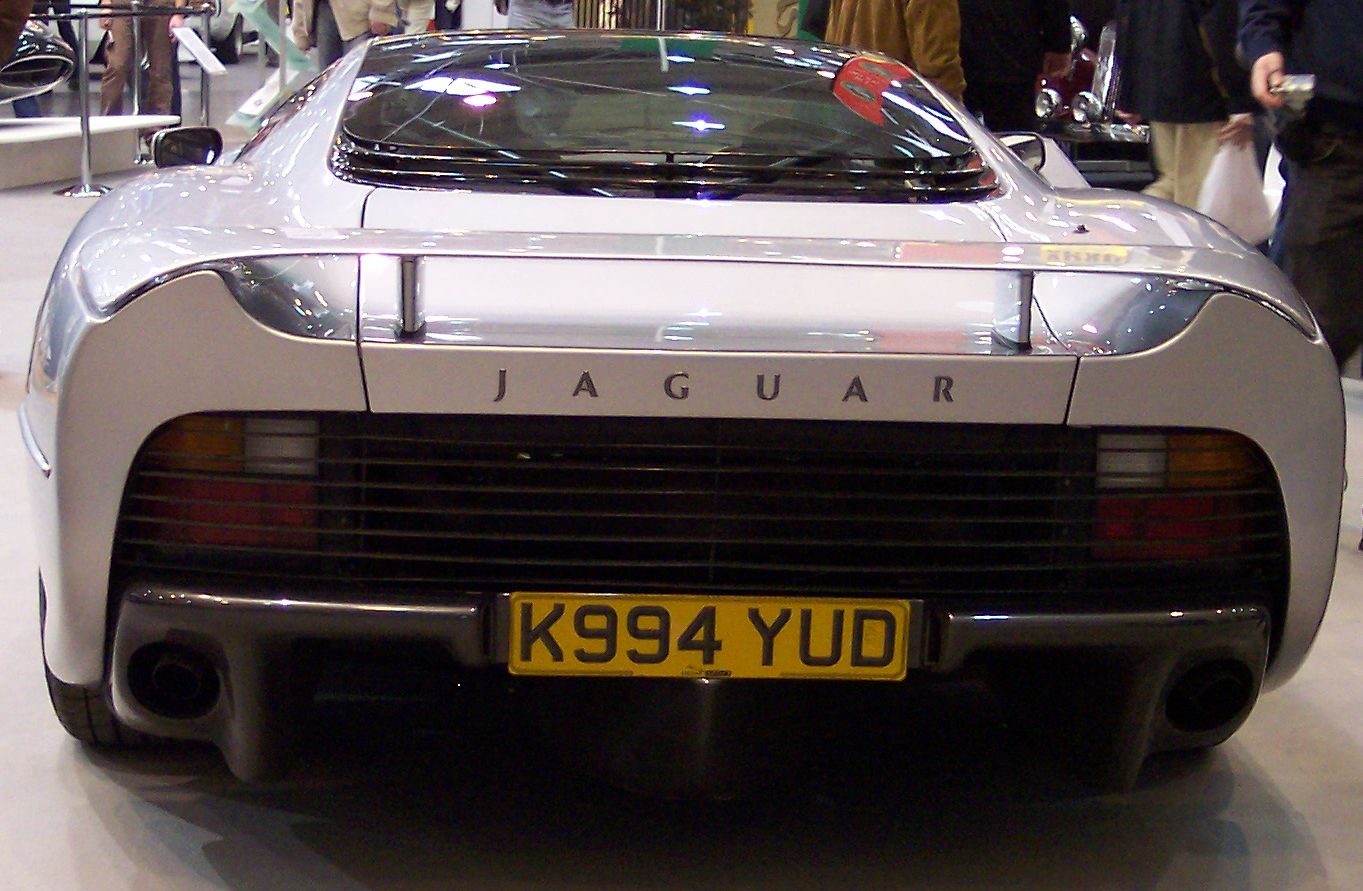
Egy ezüst színű példány hátulja
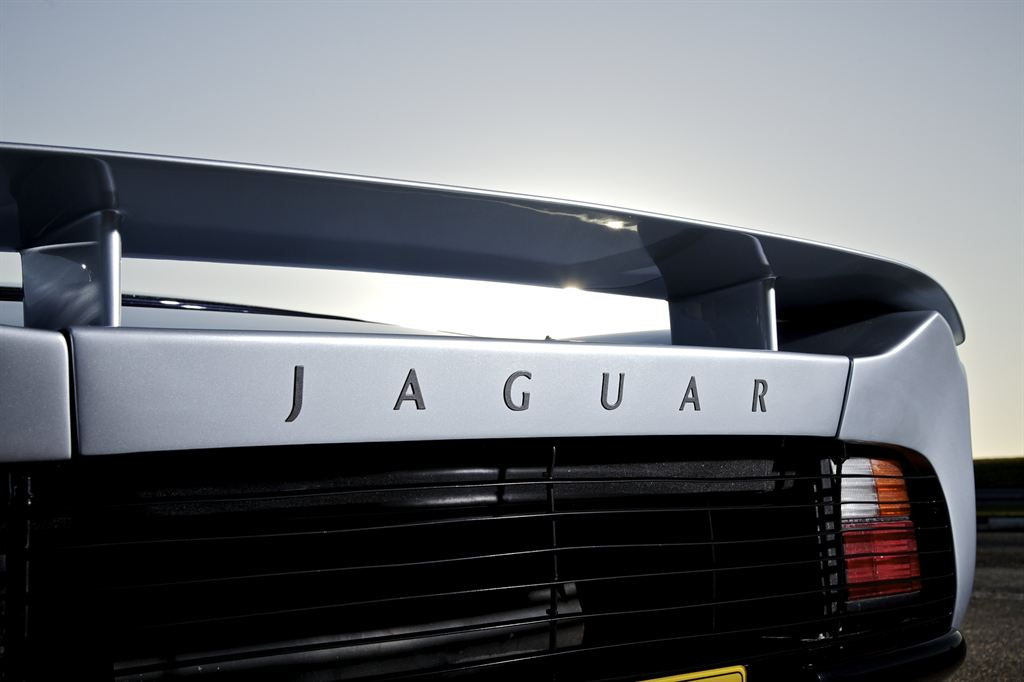
Az XJ220 továbbra is a valaha gyártott leggyorsabb Jaguar
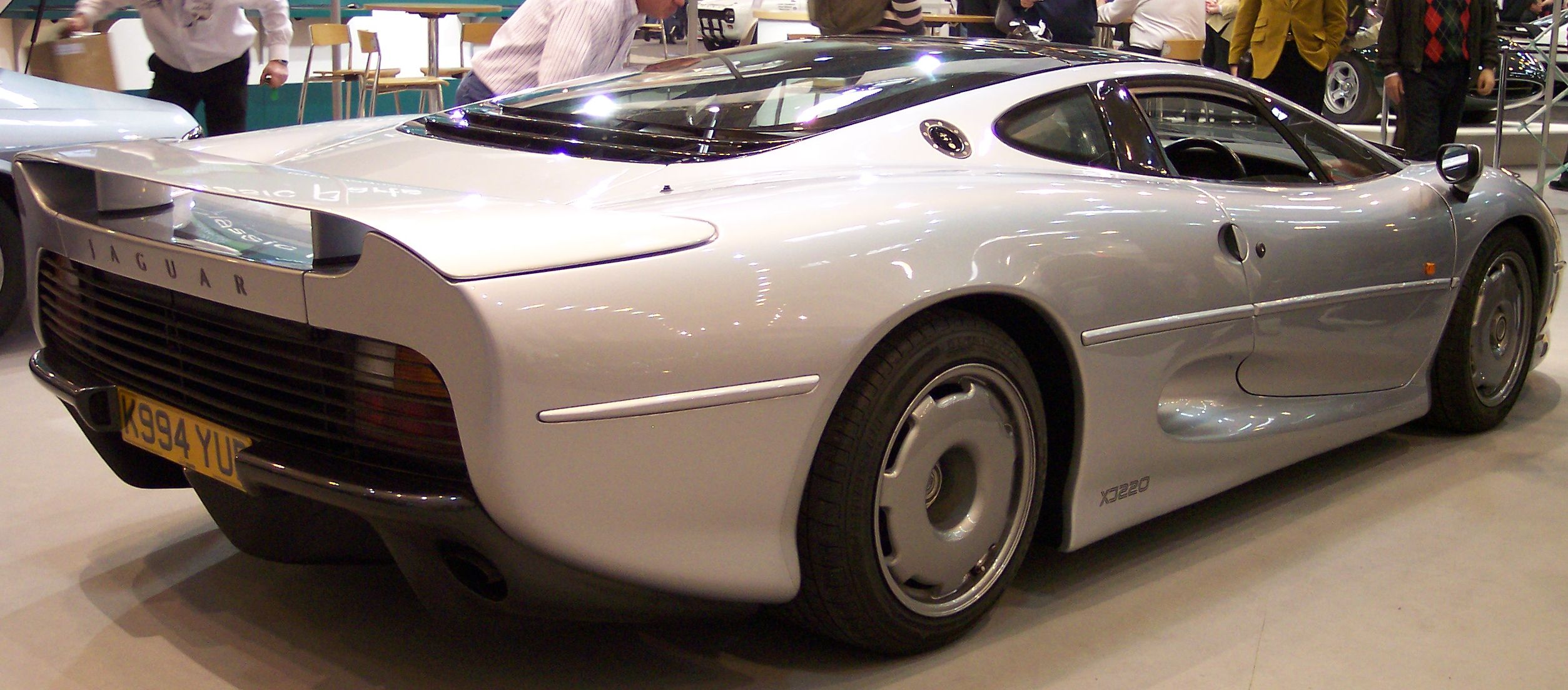
Jaguar XJ220 hátulról háromnegyedes nézetben
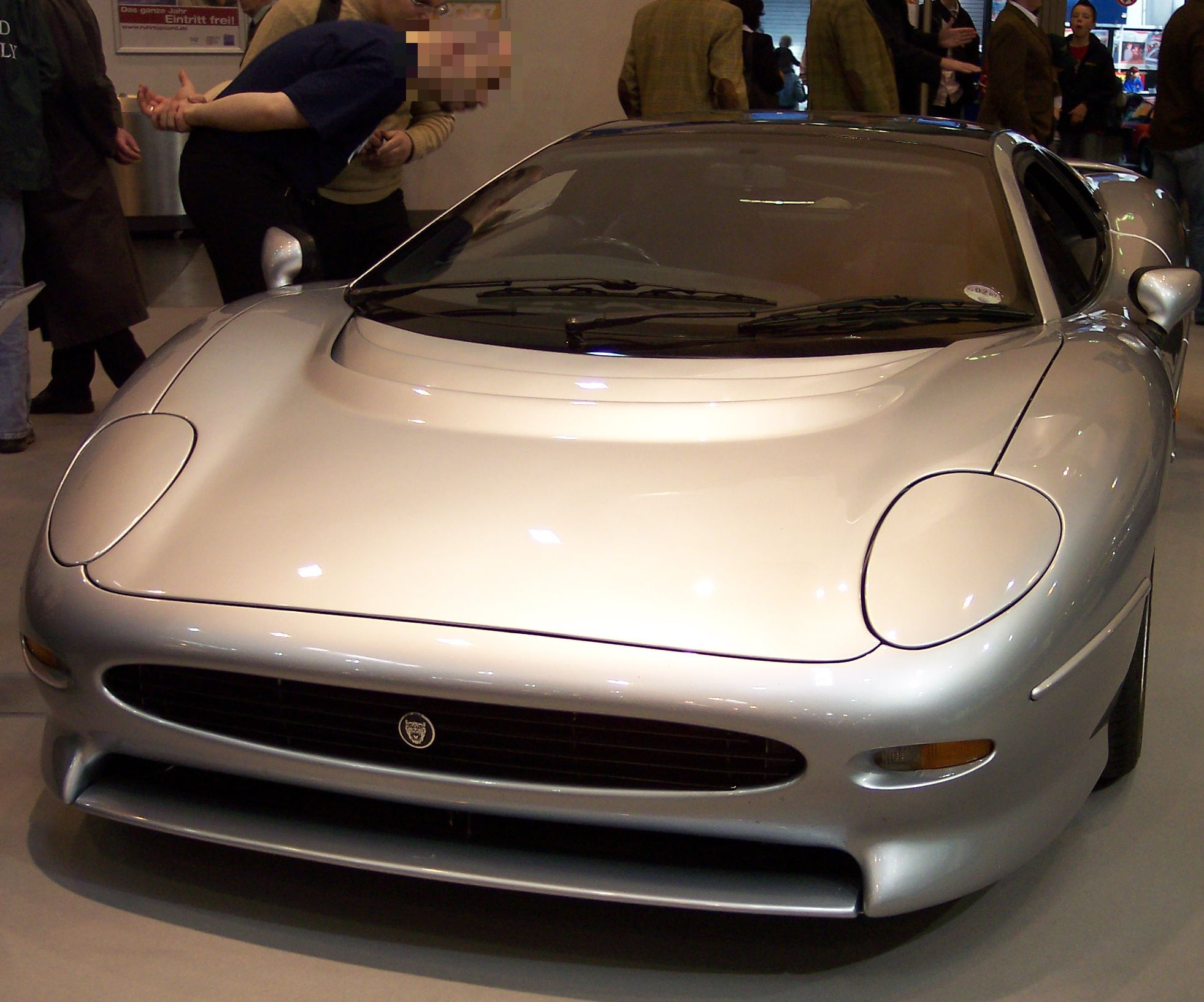
Jaguar XJ220 szemközti nézetből
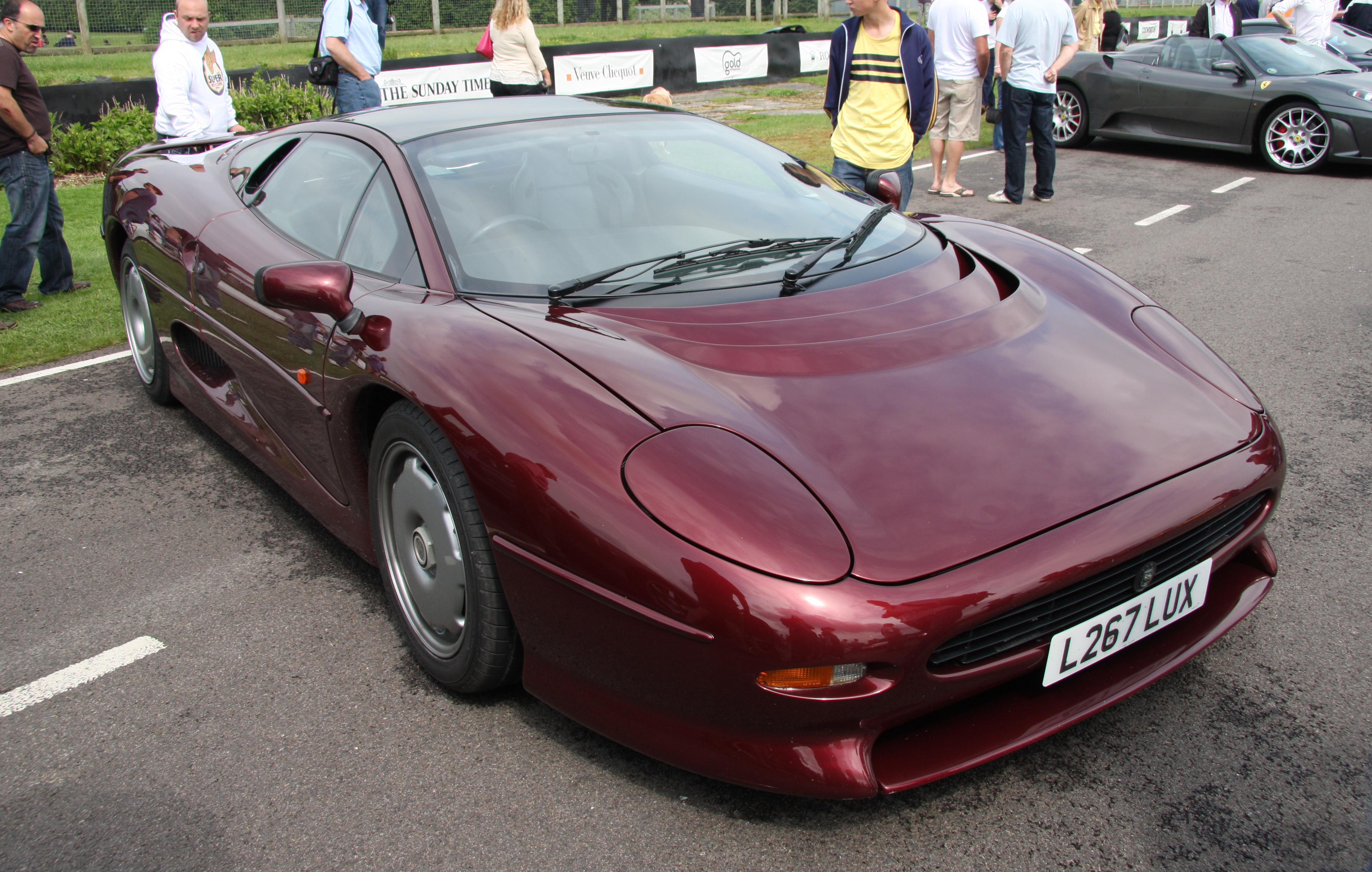
Bordó színben
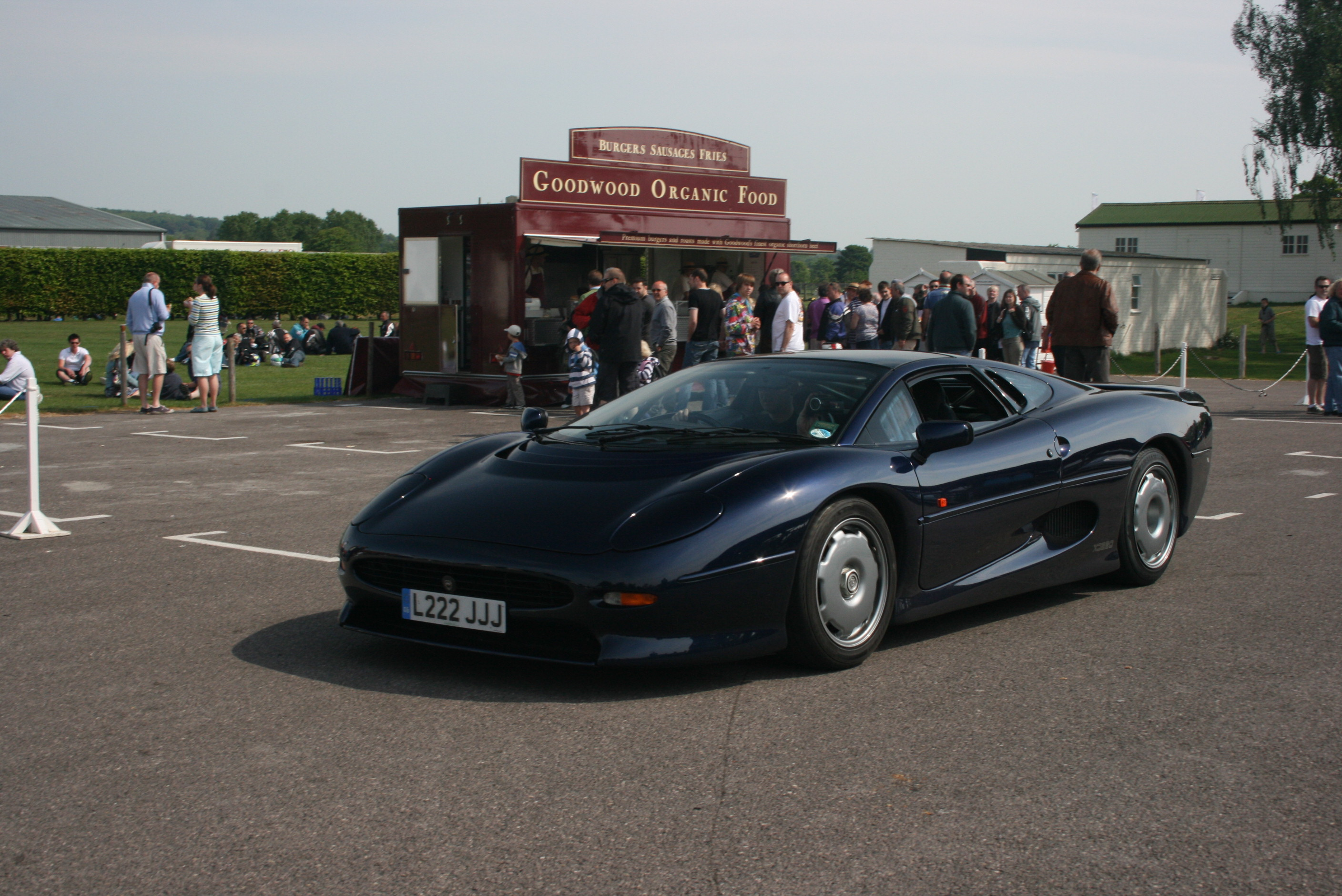
Jaguar XJ220 Angliában
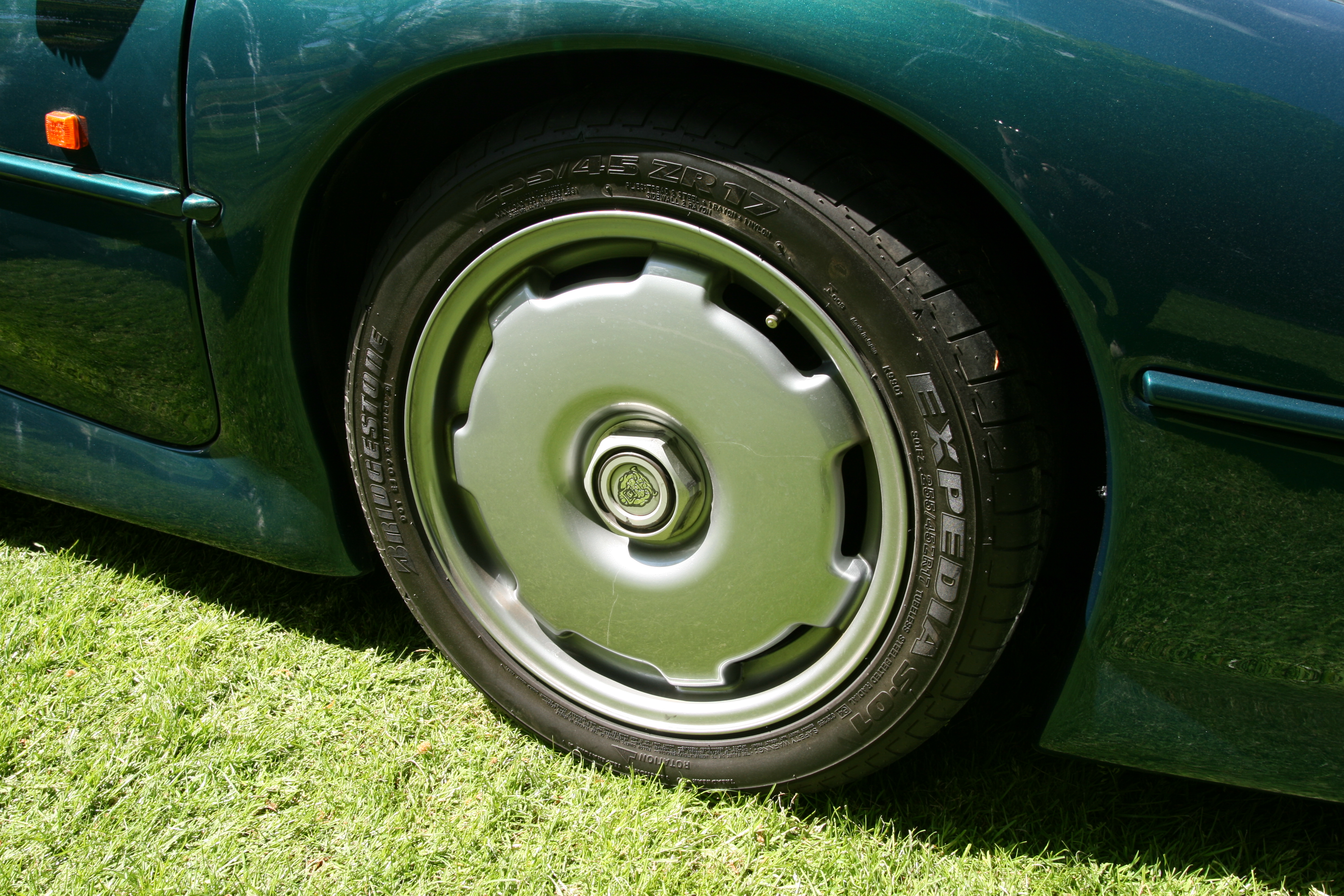
Első felni
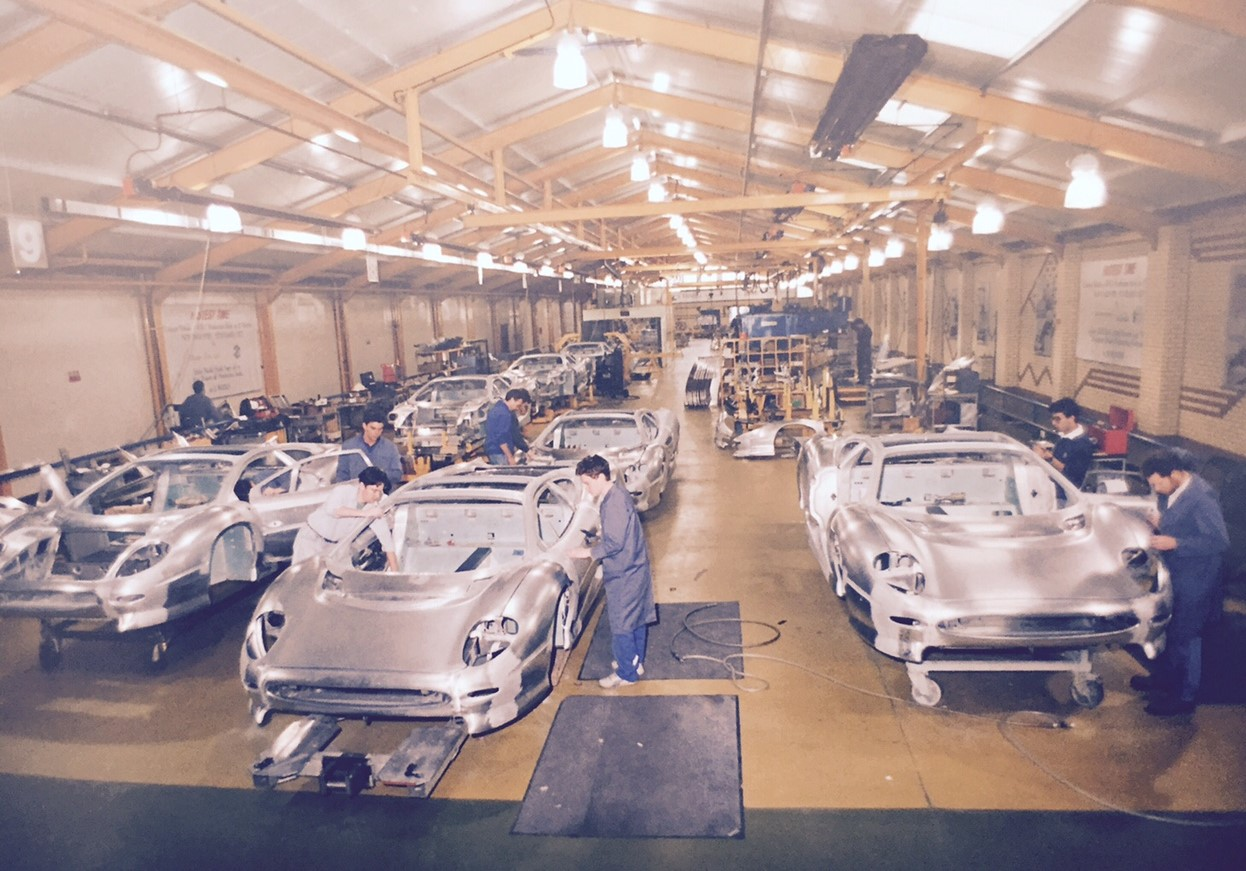
Gyártás alatt álló XJ220-asok